# Tarbay Ede
Tarbay Ede Rezső (Budapest, 1932. március 11. – Budapest, 2019. november 9.) József Attila-díjas (1993) magyar dramaturg, író, költő, műfordító (angol, német, francia, török, orosz, norvég, spanyol, horvát, szerb, lengyel), filmkritikus, főiskolai tanár.

## Származása, családja
Édesapja Tarbay József (1881-1940), református vallású mozdonyvezető, lakatos, született Mezőkövesden – a Tarbay család több generációs lakhelyén –, majd Erdélyben, Tövisen (Teiuș) élt. Először mozdonyvezetőként dolgozott, majd egy baleset után később már csak a fűtőházban. Édesanyja Semsch Jozefa (1889-1961), varrónő, katolikus vallású, született Erdélyben, Gyulafehérváron (Alba Iulia), korábban kikeresztelkedett morvaországi zsidó származású családban. A Tarbay család 1920-as trianoni békeszerződés után áttelepült Magyarországra, mivel Tarbay József vasutasként nem volt hajlandó megszegni korábban IV. Károlynak tett esküjét és felesküdni I. Ferdinánd román királyra.
Zuglóban, édesapja második házasságából, késői gyermekként született. Saját beszámolója szerint nővérei, Tarbay Margit Borbála és Tarbay Jolán fontos szerepet játszottak neveltetésében. Gyermekkori lakhelye 1944-ig Rákospalota és Pestújhely határa volt. A Miskolci utcai általános iskola után tanulmányait a Kemény Zsigmond Gimnáziumban végezte.
Még az egyetemi évek alatt megnősült, 1956 szilveszterén. Első felesége Katona Piroska (1933-1972), jelmeztervező, akitől két lánya (Tarbay Anna Mária, Tarbay Júlia) született. A család 1958-ig, első lányuk születéséig Miskolcon élt, majd felköltözött Budapestre. Megözvegyülése után újraházasodott. Adoptálta második felesége, Szalai Anna gyermekét (Lendler Ervin) és egy fia született tőle: Tarbay Dávid, díjazott (President's Prize for Young Writers 2005, Prime Minister's Prize 2016) izraeli-magyar író, műfordító, zeneszerző és kritikus.

## Vallása, világnézete és annak hatása munkásságára
Tarbay Ede római katolikus vallása mélyen átszőtte a felnőttnek szóló irodalmi munkásságát. Emiatt szocializmus alatt, munkáiból csak gyermekversei és gyermekirodalmi művei váltak ismertté. A korábban a Kádár rendszer által szándékosan háttérbe szorított, felnőtt közönségnek szóló költeményeit és munkáit döntő részt a rendszerváltás után publikálta.
A felnőtt közönségnek szóló munkáinak háttérbe szorításához saját beszámolója alapján egy Szegeden bemutatott dráma is hozzájárult: "– 1966-ban kerültem a bábszínházba. A főiskola vezetésének bölcs álláspontja az volt, hogy bármilyen területre megyek is, előtte élő színházban kell töltenem a gyakorlóévemet. Az enyém a Rajk-per idején játszódott, s arról szólt, hogy a zsarnokság kialakulásához nemcsak zsarnokokra, hanem alattvalókra is szükség van. öt év múlva mutatták be Szegeden, s furcsa fordulópontot jelentett az életemben: attól kezdve felnőtteknek nem publikálhattam."

## Életpályája
Egyik beszámolója szerint legelső versét korán, 10 évesen írta: "Ha nem is kisgyermekkoromban, de elég fiatalon írtam az első versemet. Pestújhelyen a háziúr leánya, Janka szótlan, befelé forduló leány volt, és néha megengedte, hogy leüljek a padjára. Ott született meg első költeményem, egy magányvers. Később gimnazistaként már sokat írtam, egy barátommal olvastattam el ezeket a verseket, ő is írt, én is írtam, és egy-egy rumos sör mellett együtt váltottuk meg a világot." Középiskolai tanulmányait a Kemény Zsigmond Gimnáziumban végezte. Korai "műve", egy háromfelvonásos dráma Raimondo Montecuccoli és Zrínyi Miklós képzeletbeli találkozójáról is ekkora tehető, melyet magyar tanárának Dallos Györgynek adott be házi dolgozatként. Tarbay Ede Dallos György hatására fordult a dramaturg pálya felé.
1951–1952 között az ELTE BTK könyvtár szakán tanult. 1952–1957 között a Színház- és Filmművészeti Egyetem dramaturg szakára járt; melyre már korábban is felvették volna. Édesanyja viszont mérnöki, majd tanári pályára szánta így elrejtette a behívót, így Tarbay Ede nem tudott elmenni a második felvételi körre, s még az előző évben megkezdeni tanulmányait. Dramaturg szakon osztályfőnöke Mészöly Dezső volt, diplomamunkáját Gyárfás Miklósnál írta. Osztálytársa volt Csurka István és Moldova György is. Első novellái, gyermekversei, műfordításai már főiskolai tanulmányai alatt megjelentek. Ebben tekintetben fordulópontnak számít az 1954-es év, ekkor jelent meg Pásztor című verse a Csillag folyóiratban, Ebédszünet című novellája pedig a Magyar Nemzeten, s egy gyermekverse pedig a Nők Lapjában. 1957–1958 között a Miskolci Nemzeti Színház dramaturgja volt. 1958–1959 között műfordítóként dolgozott. 1959–1965 között a Magyar Televízió ifjúsági osztályán dolgozott szerkesztőként. 1965–1974 között, valamint 1979–1992 között az Állami Bábszínház, 1974–1975 között pedig a Budapesti Gyermekszínház dramaturgja volt. 1975–1979 között szabadfoglalkozású író. 1976 júniusa kulcsfontosságú dátuma Tarbay Ede életművének. Többszöri elutasítás után, a Világosság folyóirat szerkesztőségének tanácsára a Vigiliához vitte Ingmar Bergman Rítus (Riten) c. filmjének kritikáját. Rónay György rövid levele ("Kedves Barátom, a tanulmány kitűnő, örömmel hozzuk hamarosan. Őszinte üdvözlettel: Rónay György". 1976. VI.14) és néhány személyes találkozó után, írásai, kritikái és tanulmányai rendszeresen jelentek meg a Vigilia számaiban.
Tarbay Ede 60 évesen vonult nyugdíjba, de munkássága ezzel közel sem ért véget, ugyanis innentől számíthatjuk főiskolai tanári pályáját, mely 1993 és 2002 közé tehető. Ekkor óraadó tanárként gyermekirodalmat oktatott a Zsámbéki Tanítóképző Főiskolán. A zsámbéki évek termése a Gyermekirodalomra vezérlő kalauz. A gyermek- és ifjúsági irodalom történetének iránytűje, mely a 90-es évek egyik meghatározó, irodalmi igényességgel összeállított módszertani munkája. Tanítási módszeréről egy vele készített interjúban az alábbiakat mondta: "Zsámbékon próbáljuk az etikai mércét felemelni. Én arra törekszem a gyermekirodalomnál, hogy a hallgatók figyelmét olyan alkotásokra hívjam fel, melyekben az író valamilyen etikai problémát boncolgat, nagyon emberi módon fogalmazódik meg valami. Az óvónőktől inkább azt várják el, hogy fejből mondjon mesét. Én azt mondom, hogy a nagycsoportos gyerekeknél vállalni kell a könyvből való felolvasást is. A gyerekben így tudatosul, hogy a könyv és a mese összetartozik, a könyvből jön a mese". Így késztetése lesz arra, hogy az iskolában megtanuljon olvasni. – A tanítók képzésénél sokszor olvasok fel részleteket egy-egy könyvből, hogy kedvet csináljak azok további olvasására. Indirekt módon ezzel arra akarom őket rászoktatni, hogy majd az iskolában merjenek mindig az adott korosztály előtt járni, legyen alapkönyvtáruk otthon. Annak idején az elsős gyerekeknek ők is bátran olvassanak fel részleteket pl. A Pál utcai fiúk-ból, mert az élmény megmarad és visszaköszön majd IV-V.-es korukban, mikor kötelező olvasmány lesz."
Később, 2015-ben pályájának főiskolai időszakáról a következőképp nyilatkozott:
Kilenc év után hagytam ott Zsámbékot, amikor úgy éreztem, megérkezett az a generáció, amelyik már nem annyira figyel rám. Az első évtől kezdve az utolsó előttiig, azt mondhatom, úgy mentem be, hogy a nagy előadóterem zsúfolva volt hallgatókkal. Az utolsó évben a nagy előadóterem végén három-négy sorban ültek. Úgyhogy én mentem hátra hozzájuk. De ez volt az a társaság, az első időszakból, amelyik a tíz éves bankettra meghívott. És nagyon jó kérdést kaptam tőlük. Milyen érzés volt, amikor megtudtam, hogy tanítani fogok? Elmondtam, elmondom most is: tulajdonképpen nem volt büszkeség vagy balítélet bennem, hanem kaptam egy felkérést az igazgatótól, és jártam be felkészülten megtartani az óráimat. Előadásokat és szemináriumokat is.

## Színházi munkái
A Színházi Adattárban regisztrált bemutatóinak száma: szerzőként: 37; íróként: 2; műfordítóként: 8
Színházi munkái – Szerzőként
- Citromka (1963-1964)
- Mire a nyárnak vége... (1963. április 22.)
- Játék a színházban (Budapest, 1963. december 13.)
- Citromka és a Sluga manók (1964)
- Foltos és Fülenagy (1965, 1969, 1978, 1982, 1987, 1996)
- Hagymácska (1965, 1977, 1981-1982)
- Mese a tűzpiros virágról (1966, 1971-1972)
- Hét szem mazsola (1966)
- A három nővér (1969)
- Mondják meg Zsófikának (1971)
- Gyere velünk Betlehembe (1974)
- Meséről mesére (1975)
- Kunkori és a Kandúrvarázsló (1975, 1990)
- Micimackó (1976)
- Varjúdombi meleghozók (1980, 1984)
- A csodaszarvas népe (1985)
- Szabad-e bejönni ide Betlehemmel? (1988)
- Vásárfiák (1989)
- Petruska (1992, 1994, 2000)
- Ludas Matyi (1992)
- A kiskakas gyémánt félkrajcárja (2003)
- A kíváncsi kiselefánt (2004)
- Fülenagy, a kíváncsi kiselefánt (2007)
- Foltos, a torkos zsiráf (2008)
- A kék esernyő[17]

Színházi munkái – Műfordítóként
- Alaszakov, Szergej Tyimofejevics: Mese a tűzpiros virágról. (1966, 1971, 1972, 1973, 1977, 1985)
- Bates-Rziha: Hogyan házasodott meg Petruska? (1976, 1982)
- Rodari: Hagymácska (1982)
- Schnitzer: A cigánybáró (1998)
- Philpott: Kalóz-kaland (2011)
- Flint kapitány kincse (Krakkói Groteska Színház)
- Halasi Mária: Az utolsó padban – dalbetétei
- Kárpáti Gyula: Twist Olivér – dalbetétei

## Filmjei
- Próbáld meg daddy! (1959)
- Timur és csapata (1960)
- Az attasé lánya (1963)
- A kis bice-bóca (1964)
- A Tenkes kapitánya (1963-1964) (dramaturg)
- Tüskevár (1967)
- Hagymácska
- A két csaló (1968)
- Kuckókirály (1970)
- Csoszogi, az öreg suszter (1973)
- Varjúdombi mesék (1977)
- Varjúdombi meleghozók (1978)
- A három jószívű rabló (1979)
- Kunkori és a Kandúrvarázsló (1980)
- Vuk (1981) (forgatókönyvíró)
- Gerzson háza (1983)
- A három kövér (1983)

## Rádiójátékok
- Citromka
- Citromka és a Slugamanók
- Tükör által darabokban
- A három nővér
- Centi
- Centi barátai

## Gyermekkönyvek, meseregények, mesekönyvek, gyermekversek
"- Számomra a gyermek a legtisztább olvasó, illetve minden "befogadója". A felelősség – ezért – a legnagyobb. Nem mindegy, hogy erre a tiszta lapra mit írunk fel (túl a családon, tágabb közösségen). Ugyanakkor önálló személyiségnek kell tekintenem őket. Olyannak, aki gondolkodik, társam lehet ebben. Meg kell bíznom bennük, képzeletükben. És az ítéletben. Mindkettőhöz az is tartozik: nem szabad mindig mindent kimondani. Hinni kell abban, hogy a szavak és a mondatok mögé látnak, érzékelik a másfajta valóságot, ami van is, nincs is. Ez a lebegés és lebegtetés az, ami – bízom benne – minden gyerekekhez szóló írásom, legyen az vers vagy próza, meghatározója. – És ami még fontos számomra: hiszek abban, hogy a gyermekekre hatni tud egy írás. Valami kis karcolást kaphat tőle, ami összeforr, mégis sokáig emlékezteti. Elsősorban arra: értsen meg másokat, élje át mások keserves helyzetét, fogadja el, aki más, mint ő. Talán – ebben is bíznom, hinnem kell – szembefordul minden erőszakkal, előítélettel. Mindezek talán kemény mondatok, de ha írok, gyermekeknek írok, úgy gondolom szelídebb vagyok. Igaz a szeretet nagyon kemény dolog. Nem mások felé. Önmagunk ellenében. Mert szeretni csak őszintén lehet." (Tarbay Ede 1993. május 25.).
1960
- Cipósütő mondóka. In: Tóth István-T. Aszódi Éva (szerk.): Óvodások verseskönyve. Móra Ferenc Könyvkiadó, Budapest 1960, 17. (gyermekvers)
- Felhő táncol. In: Tóth István-T. Aszódi Éva (szerk.): Óvodások verseskönyve. Móra Ferenc Könyvkiadó, Budapest 1960, 93. (gyermekvers)
- Macskazene. In: Tóth István-T. Aszódi Éva (szerk.): Óvodások verseskönyve. Móra Ferenc Könyvkiadó, Budapest 1960, 100. (gyermekvers)
- Országúton. In: Tóth István-T. Aszódi Éva (szerk.): Óvodások verseskönyve. Móra Ferenc Könyvkiadó, Budapest 1960, 152. (gyermekvers)
- A kíváncsi királylány. In: Tóth István-T. Aszódi Éva (szerk.): Óvodások verseskönyve. Móra Ferenc Könyvkiadó, Budapest 1960, 205. (gyermekvers)

1961
- Réges-régi vadászének. In: Tótfalusi István (szerk.): Bárányhívogató. Móra Ferenc Kiadó, Budapest 1961.

1962
- A liba. In: T. Aszódi Éva (szerk.): Aranykapu. Mai költők versei mai gyerekeknek. Móra Ferenc Kiadó, Budapest 1962, 34. (gyermekvers)
- Macskazene. In: T. Aszódi Éva (szerk.): Aranykapu. Mai költők versei mai gyerekeknek. Móra Ferenc Kiadó, Budapest 1962, 40. (gyermekvers)
- Szántóvető őszi éneke. In: T. Aszódi Éva (szerk.): Aranykapu. Mai költők versei mai gyerekeknek. Móra Ferenc Kiadó, Budapest 1962, 70. (gyermekvers)
- A jégmanó. In: T. Aszódi Éva (szerk.): Aranykapu. Mai költők versei mai gyerekeknek. Móra Ferenc Kiadó, Budapest 1962, 79. (gyermekvers)
- Elfut a fürge esztendő. In: T. Aszódi Éva (szerk.): Aranykapu. Mai költők versei mai gyerekeknek. Móra Ferenc Kiadó, Budapest 1962, 80. (gyermekvers)
- Hová bújt az árnyék? In: T. Aszódi Éva (szerk.): Aranykapu. Mai költők versei mai gyerekeknek. Móra Ferenc Kiadó, Budapest 1962, 93. (gyermekvers)
- Sári, Biri, Borbála. In: T. Aszódi Éva (szerk.): Aranykapu. Mai költők versei mai gyerekeknek. Móra Ferenc Kiadó, Budapest 1962, 122. (gyermekvers)
- Kiolvasók. In: T. Aszódi Éva (szerk.): Aranykapu. Mai költők versei mai gyerekeknek. Móra Ferenc Kiadó, Budapest 1962, 129. (gyermekvers)

1963
Séta az állatkertben. Móra Ferenc Könyvkiadó, Budapest 1963, 1974, 1983. (gyermekversek)
- A majom. (Séta az állatkertben 1963, 1974, 1983).
- A mosómedve. (Séta az állatkertben 1963, 1974, 1983).
- Az elefánt. (Séta az állatkertben 1963, 1974, 1983).
- A kenguru. (Séta az állatkertben 1963, 1974, 1983).
- A fóka. (Séta az állatkertben 1963, 1974, 1983).
- A víziló. (Séta az állatkertben 1963, 1974, 1983).
- A mackók. (Séta az állatkertben 1963, 1974, 1983).
- Az oroszlán. (Séta az állatkertben 1963, 1974, 1983).
- A tigris. (Séta az állatkertben 1963, 1974, 1983).
- A mókus. (Séta az állatkertben 1963, 1974, 1983).
- A jegesmedve. (Séta az állatkertben 1963, 1974, 1983).

1964
- Citromka és a három Slugamanó; rend. tanácsok, báb- és díszlettervek Antalffy Mária et al.; Népművelési Intézet, Bp., 1964 (Bábjátékos kiskönyvtár)

A mogorva egér. Móra Ferenc Könyvkiadó, Budapest 1964. (gyermekversek)
- A mogorva egér. (A mogorva egér 1964).
- Volt egyszer... (A mogorva egér 1964).
- Dagadj, dunna. (A mogorva egér 1964).
- Álom-manó. (A mogorva egér 1964).
- Esti ének. (A mogorva egér 1964).
- A masina. (A mogorva egér 1964).
- Fecskebánat. (A mogorva egér 1964).
- A hiú törpe. (A mogorva egér 1964).
- Tücsök úr. (A mogorva egér 1964).
- A kíváncsi királylány. (A mogorva egér 1964).
- Pipafüst. (A mogorva egér 1964).
- Rokka perdül. (A mogorva egér 1964).
- Hó, hó, hó... (A mogorva egér 1964).
- A jégmanó. (A mogorva egér 1964).
- Téli dolgok. (A mogorva egér 1964).
- Volt egy zsákom. (A mogorva egér 1964).

1965
- Vers ifjú barátaimnak, áprilisról. In: T. Aszódi Éva (szerk.): Cifra palota. Mai magyar költők versei gyerekeknek. Móra Ferenc Kiadó, 1965, 71. (gyermekvers)
- Négy évszak – négy mese. In: T. Aszódi Éva (szerk.): Cifra palota. Mai magyar költők versei gyerekeknek. Móra Ferenc Kiadó, 1965, 145. (gyermekvers)

1966
- Tanulságos jelmezbál – Maskarás komédia. In: T. Aszódi Éva (szerk.): Csillagszóró. Móra Ferenc Könyvkiadó, Budapest 1966, 125-135.
- Kunkori és a Kandúrvarázsló. Móra Ferenc Könyvkiadó, Budapest 1966.

1984
- Kunkori és a Kandúrvarázsló. Móra Ferenc Könyvkiadó, Budapest 1984. (kiegészített és átdolgozott kiadás)
- Séta a bábszínházban. Syvester János Nyomda MAHIR, Budapest 1984.

1986
- Ősz-anyó. In: Zigányi Edit – Borbíró Zsóka – T. Aszódi Éva (szerk.): A bohóc köszöntője. Kedvenc versem, kedvenc rajzom. Móra Ferenc Könyvkiadó, Budapest 1986, 15. (vers)
- Cipósütő mondóka. In: Zigányi Edit – Borbíró Zsóka – T. Aszódi Éva (szerk.): A bohóc köszöntője. Kedvenc versem, kedvenc rajzom. Móra Ferenc Könyvkiadó, Budapest 1986, 51. (vers)

1973
- A kéményseprő és a pásztorlány. In: Gáli József, Tarbay Ede, Hárs László: Meskete. 4 mesejáték. Színjátszók Kiskönyvtára. Népművelési Propaganda Iroda 1973, 27-33 (mesejáték)

1975
- Varjúdombi mesék. Móra Ferenc Könyvkiadó, Budapest 1975. (verses mesék)

1976
- Vadgesztenyék. Móra Ferenc Könyvkiadó, Budapest 1976. (elbeszélések)

1977
- Tarbay Ede, Marék Veronika, Urbán Gyula, Centi. 1977. (gyermekregény)
- Milyen a világ, Iszkiri? Móra Ferenc Könyvkiadó, Budapest 1977. (képes mesekönyv)
- Marék Veronika, Tarbay Ede, Urbán Gyula, Centi és a Csicseri bolt. Móra Ferenc Könyvkiadó, Budapest 1977, 2014. (mesekönyv)

1979
- Történetek hosszú és rövid mondatokban. Móra Ferenc Könyvkiadó, Budapest 1979. (elbeszélések)
- Ma szitálok, holnap sütök. Móra Ferenc Könyvkiadó, Budapest 1979. (antológia)
- Hétköznapi történet. Móra Ferenc Könyvkiadó, Budapest 1979. (meseregény)
- Cipósütő mondóka. In: Sulyok Magda-Árva Ilona-Kőfaragó Margit-Magyari Beck Anna-Granasztói Szilvia (szerk.): Ünnepsoroló. Móra Ferenc Könyvkiadó, Budapest 1979, 226.
- A kisoroszlán története. In: Állatok farsangja. Móra Ferenc Könyvkiadó, Budapest; In: Macskaiskolában. Mesék kisiskolásoknak. Tóth Könyvkereskedés és Kiadó Kft. Debrecen, 21-24.

1980
- A kisróka. Móra Ferenc Könyvkiadó, Budapest 1980. (meseregény)
- Meleghozók. Móra Ferenc Könyvkiadó, Budapest 1980. (meseregény)
- Tarbay Ede, Marék Veronika, Urbán Gyula. Centi barátai. Móra Ferenc Könyvkiadó, Budapest 1980. (gyermekregény)
- Macskazene. In: Ágai Ágnes – Gereblyés László (szerk.) Antanténusz. Móra Ferenc Könyvkiadó, Budapest 1980, 22. (gyermekvers)
- Cipósütő mondóka. In: Ágai Ágnes – Gereblyés László (szerk.) Antanténusz. Móra Ferenc Könyvkiadó, Budapest 1980,35.

1981
- A mogorva egér. In: Magyari Beck Anna (szerk.): Állatok farsangja. Móra Ferenc Könyvkiadó, Budapest 1981, 32. (gyermekvers)
- Tücsök úr. In: Magyari Beck Anna (szerk.): Állatok farsangja. Móra Ferenc Könyvkiadó, Budapest 1981, 176. (gyermekvers)
- Macskazene. In: Magyari Beck Anna (szerk.): Állatok farsangja. Móra Ferenc Könyvkiadó, Budapest 1981, 21.

1983
- Emlékszel, fiam? In: Ágai Ágnes – Tarbay Ede (szerk.): Roskad a kormos hó... Móra Ferenc Könyvkiadó, Budapest 1983, 11. (gyermekvers).
- Lessük meg az őszt! In: Ágai Ágnes – Tarbay Ede (szerk.): Roskad a kormos hó... Móra Ferenc Könyvkiadó, Budapest 1983, 38. (gyermekvers).
- Mikor fagy, mikor olvad? In: Ágai Ágnes – Tarbay Ede (szerk.): Roskad a kormos hó... Móra Ferenc Könyvkiadó, Budapest 1983, 69. (gyermekvers).
- Közeledik-e a tavasz? In: Ágai Ágnes – Tarbay Ede (szerk.): Roskad a kormos hó... Móra Ferenc Könyvkiadó, Budapest 1983, 113. (gyermekvers).
- Ez már a nyár! In: Ágai Ágnes – Tarbay Ede (szerk.): Roskad a kormos hó... Móra Ferenc Könyvkiadó, Budapest 1983, 154. (gyermekvers).
- Minden változik, ami eleven. In: Ágai Ágnes – Tarbay Ede (szerk.): Roskad a kormos hó... Móra Ferenc Könyvkiadó, Budapest 1983, 183. (gyermekvers).

1984
- A mozgólépcső vándorai. Móra Ferenc Könyvkiadó, Budapest 1984. (meseregény)

1986
- Barangolás a völgyben. Móra Ferenc Könyvkiadó, Budapest 1986. (kisregény)

1987
Álom-manó. Móra Ferenc Könyvkiadó, Budapest 1987. (gyermekversek)
- Útravaló. (Álom-manó 1987).
- Álom-manó. (Álom-manó 1987).
- Dagadj, dunna. (Álom-manó 1987).
- Esti ének. (Álom-manó 1987).
- Mit beszél a vízimalom a patakkal? (Álom-manó 1987).
- Havazás nyáron, egy öreg malomban. (Álom-manó 1987).
- Parazsad süssön... (Álom-manó 1987).
- Csönd-apó. (Álom-manó 1987).
- Áprilisi szél. (Álom-manó 1987).
- De jó lenne... (Álom-manó 1987).
- Csikók. (Álom-manó 1987).
- A hiú törpe. (Álom-manó 1987).
- Tücsök úr. (Álom-manó 1987).
- Minden ösvény, minden út... (Álom-manó 1987).
- Felhő táncol. (Álom-manó 1987).
- Milyenek a lányok a táncban? (Álom-manó 1987).
- A kíváncsi királylány. (Álom-manó 1987).
- Reggel-délben-este-éjjel. (Álom-manó 1987).
- Mit tudtam és mit nem tudtam. (Álom-manó 1987).
- Bolond világ. (Álom-manó 1987).
- Félnótás nóta. (Álom-manó 1987).
- Macskazene. (Álom-manó 1987).
- Vásári bábjátékosok dala. (Álom-manó 1987).
- Farsangi maskarák. (Álom-manó 1987).
- Hova bújt az árnyék? (Álom-manó 1987).
- Őszi emlék. (Álom-manó 1987).
- Ősz-anyó. (Álom-manó 1987).
- Rokka perdül. (Álom-manó 1987).
- Szállingó. (Álom-manó 1987).
- Hó, hó, hó... (Álom-manó 1987).
- A liba. (Álom-manó 1987).
- A Jégmanó. (Álom-manó 1987).
- Kérdések és feleletek. (Álom-manó 1987).
- Pipafüst. (Álom-manó 1987).
- Ha az erdő besötétül. (Álom-manó 1987).
- Jó éjszakát. (Álom-manó 1987).
- Réges-régi vadászének. (Álom-manó 1987).
- Mese. (Álom-manó 1987).

1995
- Mit beszél a vízimalom a patakkal? In: Nógrádi Csilla (szerk.), Az elvarázsolt cifra palota. Utazás időben. Tóth-M Könyvkiadó, Budapest 1995, 112.
- A masina In: Nógrádi Csilla (szerk.), Az elvarázsolt cifra palota. Utazás időben. Tóth-M Könyvkiadó, Budapest 1995, 139.

1999
Árnyék és kóc. Fekete Sas Kiadó, Budapest 1999. (gyermekversek, műfordítások)
- A hiú törpe. (Árnyék és kóc 1999).
- A Jégmanó. (Árnyék és kóc 1999).
- A kíváncsi királylány. (Árnyék és kóc 1999).
- A liba. (Árnyék és kóc 1999).
- A madárijesztő. (Árnyék és kóc 1999).
- A masina. (Árnyék és kóc 1999).
- A mogorva egér. (Árnyék és kóc 1999).
- Álom-manó. (Árnyék és kóc 1999).
- Áprilisi szél. (Árnyék és kóc 1999).
- Árnyék és kóc. (Árnyék és kóc 1999).
- Bolond világ. (Árnyék és kóc 1999).
- Cipósütő mondóka. (Árnyék és kóc 1999).
- Csikók. (Árnyék és kóc 1999).
- Csönd-apó. (Árnyék és kóc 1999).
- Dagadj, dunna. (Árnyék és kóc 1999).
- Dal. (Árnyék és kóc 1999).
- De jó lenne... (Árnyék és kóc 1999).
- Egy boszorka, egy varázsló (változat egy szlovák népdalra, ford. Balázs Béla). (Árnyék és kóc 1999).
- Egyszer volt... (Árnyék és kóc 1999).
- Egyszerű dal. (Árnyék és kóc 1999).
- Elfut a fürge esztendő. (Árnyék és kóc 1999).
- Esti ének. (Árnyék és kóc 1999).
- Farsangi maskarák. (Árnyék és kóc 1999).
- Fecskebánat. (Árnyék és kóc 1999).
- Felhő táncol. (Árnyék és kóc 1999).
- Félnótás nóta. (Árnyék és kóc 1999).
- Ha az erdő besötétül. (Árnyék és kóc 1999).
- Hajnali világ. (Árnyék és kóc 1999).
- Havazás nyáron, egy öreg malomban. (Árnyék és kóc 1999).
- Hó, hó, hó... (Árnyék és kóc 1999).
- Hova bújt az árnyék? (Árnyék és kóc 1999).
- Jó éjszakát. (Árnyék és kóc 1999).
- Kalendárium. (Árnyék és kóc 1999).
- Karácsonyi angyal-játék. (Árnyék és kóc 1999).
- Kérdések és feleletek. (Árnyék és kóc 1999).
- Kiszámolók. (Árnyék és kóc 1999).
- Mackók mézlopó mondókája. (Árnyék és kóc 1999).
- Macskazene. (Árnyék és kóc 1999).
- Mese. (Árnyék és kóc 1999).
- Mikor a legjobb? (Árnyék és kóc 1999).
- Milyenek a lányok a táncban? (Árnyék és kóc 1999).
- Mit beszél a vízimalom a patakkal? (Árnyék és kóc 1999).
- Mit dalolnak tánc közben a legények, a lányok, a gyerekek? (Árnyék és kóc 1999).
- Mit tudtam és mit nem tudtam? (Árnyék és kóc 1999).
- Nyári emlék. (Árnyék és kóc 1999).
- Országúton. (Árnyék és kóc 1999).
- Ősz-anyó. (Árnyék és kóc 1999).
- Őszi emlék. (Árnyék és kóc 1999).
- Pipafüst. (Árnyék és kóc 1999).
- Réges-régi vadászének. (Árnyék és kóc 1999).
- Reggel-délben-este-éjjel. (Árnyék és kóc 1999).
- Rokka perdül. (Árnyék és kóc 1999).
- Sári, Biri, Borbála. (Árnyék és kóc 1999).
- Szállingó. (Árnyék és kóc 1999).
- Szántóvető őszi éneke. (Árnyék és kóc 1999).
- Tavaszköszöntő. (Árnyék és kóc 1999).
- Téli dolgok. (Árnyék és kóc 1999).
- Tücsök úr. (Árnyék és kóc 1999).
- Újmódi lucázás, iskolásoknak. (Árnyék és kóc 1999).
- Útravaló. (Árnyék és kóc 1999).
- Vándor-ének. (Árnyék és kóc 1999).
- Vásári bábjátékosok dala. (Árnyék és kóc 1999).
- Volt egy zsákom... (Árnyék és kóc 1999).
- Volt egyszer... (Árnyék és kóc 1999).
- Gyermek-legendárium. Egyházfórum Alapítvány, Budapest 1999. (gyermekkönyv)
  1. Interjú: Fenyvesi Félix Lajos, Tarbay Ede: Nem mindig igaz, amit a kisebbek hallanak. Gyermekirodalmunk hatalmas kincsesbánya. Magyar Nemzet 2000.augusztus 14., 15.

2001
- Varjúdombi mesék. (2. bővített kiadás) Egyházfórum Alapítvány, Budapest 2001. (gyermekkönyv)

2004
- Tarbay Ede, Ákossy Eszter, Tág a világ – Versek, mesék 5-7 éveseknek. Nemzeti Tankönyvkiadó 2004. (versek)

2010
- A kíváncsi királylány. Válogatott gyermekversek és versfordítások. Holnap Kiadó, Budapest 2010. (versek)

2014
- Kő, kavics. Összegyűjtött gyermekversek. Fekete Sas Kiadó, Budapest 2014. (Öregbetűs könyvek)
- Vadgesztenyék. Budapest , Fekete Sas Kiadó 2014. Archiválva 2020. augusztus 11-i dátummal a Wayback Machine-ben (elbeszélések)
- Marék Veronika, Tarbay Ede, Urbán Gyula, Centi és a Csicseri bolt. Móra Ferenc Könyvkiadó, Budapest 2014. (mesekönyv)

2015
- Régi és új mesék Varjúdombról. Harmincöt verses mese. Fekete Sas Kiadó, Budapest 2015. (Öregbetűs könyvek)
- Háry János. Holnap Kiadó, Budapest 2015. (Operamesék sorozat)
- Hattyúk tava. Holnap Kiadó, Budapest 2015. (Operamesék sorozat)

## Regények, Könyvek, Antológiák, Színdarabok
- Koszorúkat a drágáknak. In: Gáli József – Tarbay Ede – Nyerges András: Koszorúkat a drágáknak. Négy új magyar egyfelvonásos. Népművelési Propaganda Iroda. Budapest, 3-19. (színdarab)
- Parázs a füvön. Három kisregény versben és prózában. Széphalom Könyvműhely, Budapest 1992. (regény).
- Dagadj dunna. In: T. Aszódi Éva (szerk.) Bóbita álmos. Móra Ferenc Könyvkiadó, Budapest 1994, 5. (gyermekvers)
- A bor dicsérete. Versek a borról. Fekete Sas Kiadó 2000. (verses antológia)
- Vadak. Talpalávaló regény a régi idők költőitől. Ismeretlen tihanyi remete francia nyelvű kézirata nyomán. Fekete Sas Kiadó, Budapest 2003. (regény)
- Michelangelo Buonarroti versei. Szent István Társulat, Budapest 2005.
- Shakespeare csábítása. Százötvennégy szonett újraköltve. Holnap Kiadó, Budapest 2014. (szonettek)
- Éjszakai halászat. Versek a merítőhálóból, 2006-2015. Szt. István Társulat, Budapest 2017. (versek)

## Oktatóanyagok (irodalom, gyermekirodalom, bábjáték módszertan)
Lista (nem teljes)
- A bábjáték műfaji sajátosságai. In: A bábjáték I. Népművelési Intézet. Budapest 1978.
- GONDOLAT, KÉP, JÁTÉK. Tanulmányok, esszék. Bábjátékos oktatás. Népművelési Propaganda Iroda, Budapest 1981. (esszék, tanulmányok)
- Gondolat, kép, játék, Bábjátékos Oktatás, Múzsák. Népművelési Propaganda Iroda, Budapest 1985.
- Gyermekirodalomra vezérlő kalauz. A gyermek- és ifjúsági irodalom történetének iránytűje. Szt. István Társulat, Budapest 1998, 1999. (A hét szabad művészet könyvtára)
  1. Steklács János: Tarbay Ede: Gyermekirodalomra vezérlő kalauz. Vigilia 66/12 (2001) 958-959 Archiválva 2020. október 1-i dátummal a Wayback Machine-ben.
- Poétika. Elméleti szöveggyűjtemény. Zsámbéki Katolikus Tanítóképző Főiskola 1998.
- Gondolatok a bábjátékról. Zsámbéki Katolikus Tanítóképző Főiskola, Zsámbék 1998. (Főiskolai jegyzetek)
- Tarbay Ede – T. Aszódi Éva – Hernádiné Hámorszky Zsuzsanna: Mese és valóság. Olvasókönyv 3. osztály. Mozaik Kiadó, Szeged 1999, 2006.
- Gondolatok a bábjátékről I. Rész – Thoughts on Puppetry. Part I. Art Limes – Báb-tár IV/7 (2007/2) 103-117.
- Gondolatok a bábjátékról II. Rész – Thoughts on Puppetry. Part II. Art Limes – Báb-tár V (2007.4) 125-140.
- Népballadáinkról. Iskolakultúra 17 (2007/8-10) 233-241.
- Önazonosságunk kulcsa. Iskolakultúra 11 (2009/19) 122-129.

## "Spirál az Égbe"[19]– Publikált versek (felnőtt)
Költészetét leginkább az Újhold és a Válasz költői köré csoportosíthatjuk, ugyanakkor egy 2010-es Magyar Nemzetnek adott interjú szerint nem nagyon kapcsolódott semmilyen irodalmi körhöz: "Nem rejtőzködő vagyok, hanem egyszerűen nem nyüzsögtem annyit, mint mások. Nem tartoztam soha semmilyen irodalmi körhöz. Akikhez sorolhatnám magamat, az Újhold köréhez, az nem létezett. Pályám derekán megismertem ugyan Nemes Nagy Ágnest, Lengyel Balázst, de ez csak utólagos kapcsolódás volt. Pályakezdésem szempontjából az 1954-es év volt kulcsfontosságú: ekkor jelent meg első versem a Csillagban, első gyermekversem a Nők Lapjában, hangzott el első mesém a rádióban, és ekkor közölte egy novellámat a Magyar Nemzet. Huszonkét éves voltam, egyszóval lassan érő ember vagyok. Nem teljesen önszántamból kezdődött ilyen későn irodalmi pályafutásom, hiszen történelmi körülmények is nehezítették indulásomat. Én tudatosan elkerültem generációm csapdáit: nem voltam hajlandó Rákosit és Sztálint dicsérő verseket írni."

### Verseskötetek
- Hirtelen ősz. Széphalom Könyvműhely, Budapest 1991. (röv. Hirtelen ősz 1991)
- 1991 – Versek, időrendben. Széphalom Könyvműhely, Budapest 1992. (röv. 1991)
- Tükrök által darabokban – Kettős hitvallás. Jel Kiadó, Budapest 1993. (verses és novellás kötet) (röv. Kettős hitvallás 1993)
  - Recenzió: Pomogáts Béla: Tarbay Ede: Tükrök által darabokban. Kettős hitvallás. (Jel Kiadó, 1993.). Új Ember 1994.02.13, 6.
- Pannonia Christiana – Válogatott versek 1990-1999. Fekete Sas Kiadó, Budapest 2000. (röv. Pannonia Christiana 2000)
- A szüretelő tél. Válogatott versek. Szent István Társulat, Budapest 2006. (röv. A szüretelő tél 2006)

Publikált versek listája (nem teljes)
1951
- Mezsgyekövek – 1951. (A szüretelő tél 2006).
- Találkozások – 1953. (Hirtelen ősz 1991).
- Fagyos tavasz – 1951. (Kettős hitvallás 1993).

1952
- Fatolvajok – 1952. (Kettős hitvallás 1993).
- Hólapátok – 1952. (Kettős hitvallás 1993).

1954
- Pásztor. Csillag 9 (1954 szeptember). (Hirtelen ősz 1991).
- Paraszt-ikon – 1954. (Kettős hitvallás 1993).

1955
- Kislány – szeneszsákkal – 1953. Dunántúl 4/10 (1955) 50. (Kettős hitvallás 1993).
- Pihenő. Dunántúl 4/10 (1955) 50.
- Románc – 1955. (Hirtelen ősz 1991).
- Nyári Emlék – 1955. (Árnyék és kóc).
- Malomárok – 1955. (Kettős hitvallás 1993).

1956
- Búcsú – 1954. Dunántúl 16 (1956) 35. (Hirtelen ősz 1991).
- Távol tőled – 1956. (Hirtelen ősz 1991).
- Téli vasárnap a Várban – 1956. (Hirtelen ősz 1991, A szüretelő tél 2006).
- Tavaszköszöntő – 1956. (Árnyék és kóc).
- Szerelmes pillanatok – 1956. (Hirtelen ősz 1991).
- Összefüggések – 1956. (Kettős hitvallás 1993).
- Közülük egy – 1956. (Hirtelen ősz 1991).
- Könyörgő vers a márciusi szélhez – 1956. (Hirtelen ősz 1991).
- Két miniatúra – 1956. (A szüretelő tél 2006).

1957
- Kötetlenül – 1957. (Hirtelen ősz 1991, A szüretelő tél 2006).
- Hajnali világ – 1953. Északmagyarország 1957. (Árnyék és kóc).

1958
- Törvény – 1958. (Kettős hitvallás 1993).
- Tábori pihenő. Borsodi Szemle 1958/1.
- Szőlőlevél – 1956. Északmagyarország 1958.06.08. (Hirtelen ősz 1991).
- Regösének Nimród király haláláról – 1958. (Kettős hitvallás 1993).
- Akár a darvak – 1956. Borsodi Szemle 1958/1. (Kettős hitvallás 1993).

1959
- Hirtelen ősz. Jelenkor 2/4 (1959) 27.
- Este a tanyán. Kortárs 3/6 (1959) 874.
- Inda, inda... – 1955. Élet és Irodalom 3/26 (1959) 4. Archiválva 2020. október 20-i dátummal a Wayback Machine-ben (Hirtelen ősz 1991).

1960
- Nyárutó – 1956. Jelenkor 3/3 (1960) 69. (Hirtelen ősz 1991, A szüretelő tél 2006).
- Október. Jelenkor 3/3 (1960) 69. (Hirtelen ősz 1991, A szüretelő tél 2006).
- Hirtelen ősz – 1956. Jelenkor 1960/4. (Hirtelen ősz 1991, A szüretelő tél 2006).

1972
- Genezis – 1972. (Kettős hitvallás 1993, A szüretelő tél 2006).

1974
- Cigány-sirató, két hangra – 1974. (Kettős hitvallás 1993).
- Elfogadás – 1974. (Kettős hitvallás 1993).
- Évgyűrűk – 1974. (Hirtelen ősz 1991).

1975
- Sírvers mészkőbe vésve – 1975. (Hirtelen ősz 1991).

1977
- Tükörnél élesebb – 1977. (példabeszéd) Vigilia XLII/12 (1977 december) 858. Archiválva 2020. október 7-i dátummal a Wayback Machine-ben (Kettős hitvallás 1993).
- A legnehezebb napot követő éjszaka – 1977. (Hirtelen ősz 1991).

1980
- Év-forgás – 1980. Magyar Nemzet 1980.05.18. (Kettős hitvallás 1993).

1981
- Elszakadás – 1981. (Kettős hitvallás 1993).

1982
- Káprázatok – 1978. Vigilia 57 (1982/2) 101. Archiválva 2020. szeptember 17-i dátummal a Wayback Machine-ben (Hirtelen ősz 1991).
- Könyörgés a koldusokhoz. Vigilia 47 (1982/10) 752.
- Szentestei köszöntő, papírlapra – 1974. Új Ember 1982.12.26. (Kettős hitvallás 1993).
- Párhuzamok – 1983. (Kettős hitvallás 1993).
- Örökké – 1982. Új Ember 1982.07.18. (Kettős hitvallás 1993).
- Kérelem az Egy Istenhez – 1982. Új Ember 1982.11.21.
- Egy szerelem végnapjai – 1982. (Hirtelen ősz 1991).

1984
- Alapkérdés – 1984. (Hirtelen ősz 1991).

1985
- A lehetetlen megpróbálása – 1974. Vigilia 50 (1985/2) 196. Archiválva 2020. november 15-i dátummal a Wayback Machine-ben (Kettős hitvallás 1993).
- Kegyetlen requiem – 1974. Diakónia 1985/2. (Hirtelen ősz 1991).

1986
- Távolságok térben és időben – 1986. (Kettős hitvallás 1993).
- A Kéz – 1973. Diakónia 1986/1. (Hirtelen ősz 1991).

1987
- Új-magyar Mária-siralom. Új Ember 1987.10.18.
- Nehéz feltámadás. Diakónia 1992.2. (Hirtelen ősz 1991, A szüretelő tél 2006).
- Így nézem a Saint Maurice-i kertet – 1986. Magyar Nemzet 1987.03.21. (Kettős hitvallás 1993).
- Megoldandó – 1987. Pannon Tükör 1996/különszám.
- Megfakult fényképek 1945-ből – 1987. (Hirtelen ősz 1991).
- Chanson d'automme – 1987. (Kettős hitvallás 1993, A szüretelő tél 2006).
- Fehér április – 1987. (Hirtelen ősz 1991).

1988
- Utolsó mutatvány. Magyar Nemzet 1988.12.10. (Hirtelen ősz 1991).
- Utolsó éjszakánk – 1988. (Hirtelen ősz 1991).
- Széttört korpusz – 1988. Új Ember 1988.07.14-21. (Kettős hitvallás 1993).
- Századvégi Pieta – 1988. Új Ember 1988.10.02. (Kettős hitvallás 1993).
- Párhuzamosak – 1988. Diakónia 1988/1. (Kettős hitvallás 1993).
- Mózes Áron árokszéli versei – 1988. (Parázs a füvön 1992; Liget 1989/4; Élet és Irodalom 1989.07.14; Magyar Nemzet 1990.01.20.).
- Mozaikkockák Isaac Newtonnak – 1973. Diakónia 1988/1. (Kettős hitvallás 1993).
- Metamorfózis – 1988. (Hirtelen ősz 1991).
- A "Poéme de l'extase" hallgatása közben – 1988. (Hirtelen ősz 1991).
- Anatómiám – 1988. (Hirtelen ősz 1991).
- Az Apokalipszis kívánása. Délsziget 1988/12. (Hirtelen ősz 1991).
- Az az utolsó éjszaka – 1988. (Kettős hitvallás 1993).
- Az idő érintése – 1988. (Hirtelen ősz 1991).
- Lázadás a Tér és Idő ellen – 1988. (Hirtelen ősz 1991).
- Kötéseim – 1988. (Hirtelen ősz 1991).
- Kettős hitvallás – 1988. Új Ember 1988.06.05. (Kettős hitvallás 1993, A szüretelő tél 2006).
- Kérdéstől kérdésig – 1988. (Hirtelen ősz 1991).
- Kamaszkorom körülírása – 1988. Liget, Magyar Családi Kalendárium (1991, Hirtelen ősz 1991).
- In memoriam Leonardo da Vinci – 1988. (Hirtelen ősz 1991).
- Foglalkozása: riporter – 1988. Magyar Nemzet 1988.10.01. (A szüretelő tél 2006).
- Idősíkok – 1988. (Hirtelen ősz 1991).
- Ima a moszkvai zsinagógában – 1988. (Hirtelen ősz 1991).

1989
- Virágvasárnap, Jeruzsálem – 1989. (Kettős hitvallás 1993)
- Triptichon Dávid fiamnak: Naposcsibék – 1987; Lóháton – 1987. A félelem eluralkodása 1988. Nők Lapja (1989) 41. (Kettős hitvallás 1993).
- Tétova fázisok – 1989. (Hirtelen ősz 1991).
- Szent István esküje – 1988. Magyar Nemzet 1989.08.19. (Hirtelen ősz 1991).
- Szálak – 1989. (Hirtelen ősz 1991).
- Rendhagyó rend – 1988. Magyar Nemzet 1989.05.06. (Hirtelen ősz 1991).
- Melyik a kettő közül? – 1989. (Hirtelen ősz 1991).
- Lóháton – 1987. Magyar Nemzet 1989.07.22. (Triptichon; Kettős hitvallás 1993).
- Faludy György, költő – 1988. Hitel 1989/5. (Hirtelen ősz 1991).
- L. J.-nek Oradourról – 1988. Hitel 1989/14. (Hirtelen ősz 1991).
- Kényszerpályán – 1988. Magyar Nemzet 1989.03.18. (Hirtelen ősz 1991).
- Egy pillanat rögzítése – 1984. Új Ember 1989.01.14. (Kettős hitvallás 1993, A szüretelő tél 2006).
- Emlék-idézés – 1989. Új Ember 1989.06.18. (Kettős hitvallás 1993).
- Húsvét előtt – 1988. Új Ember 1989.03.20. (Kettős hitvallás 1993).
- Impromptu – 1957. Új Ember 1989.10.22. (Kettős hitvallás 1993, A szüretelő tél 2006).

1990
- Vihar után – 1988. Holmi 2/9 (1990) 991-992. (Hirtelen ősz 1991).
- Volt éjszaka a Getszemáni kertben – 1990, 1999. (Pannonia Christiana 2000).
- Vákuumban – 1990. (Hirtelen ősz 1991)
- Talán jobb volna – 1990. Archiválva 2020. november 13-i dátummal a Wayback Machine-ben (Hirtelen ősz 1991, A szüretelő tél 2006).
- Summa summárum – 1985. Diakónia 1990/2.
- Requiem egy csavargóért (Mózes Áron árokszéli versei, részletek). Palócföld 1990/5.
- Orfeusz halála – 1987. Délsziget 1990/17. (Hirtelen ősz 1991).
- Nyugtalan vadászat – 1990. (Hirtelen ősz 1991).
- Napló, '90. 3. 11. (Hirtelen ősz 1991).
- Nagyhét. Élet és Irodalom 1990/15.
- Lenyomat – 1990/1991. (A szüretelő tél 2006).
- A végtelen határán – 1988. Magyar Nemzet 1990.10.1. (Hirtelen ősz 1991).
- Altató, konyakkal – 1990. (rádió) (Pannonia Christiana 2000).
- Ámen – 1988. Diakónia 1990/2. (Hirtelen ősz 1991).
- Korkép – 1987. Diakónia 1990/2. (Kettős hitvallás 1993).
- Európa elrablója – 1989. Élet és Irodalom 1990/19. (Hirtelen ősz 1991, A szüretelő tél 2006).
- Fecsegés Cs. K. T.-vel a mosztári híd kávézójában – 1987. Délsziget 1990/18- (Kettős hitvallás 1993, A szüretelő tél 2006).

1991
- Zárókő – 1991 (1991).
- Van Gogh 1890. július 29-re virradó éjszakája – 1977. Délsziget 1991/1. (Hirtelen ősz 1991).
- Vadhajtások – 1991. (1991).
- Vád és önvád – 1991. (1991).
- Talán ez a vers is... – 1991. Jel 1991/6. (1991, A szüretelő tél 2006)
- Századvég. Magyar Napló 1991.12. (1991, A szüretelő tél 2006).
- Szálloda a tengerparton – 1991. (1991, A szüretelő tél 2006).
- St. Raphael, '67. 07. 14. – 1991. (1991, A szüretelő tél 2006).
- Sokunk sírjára – 1986. Pesti Hírlap 1991.08.05. (Kettős hitvallás 1993).
- Pszeudo-romantika – 1991. (1991).
- Profán liturgia – 1991. (1991).
- Összemosódás, Térben és időben – 1991. (1991, A szüretelő tél 2006).
- Novemberi Passió – 1991. Pesti Hírlap 1991.09.17. (1991).
- Mindörökké – 1991. (1991).
- Minden mozdulatlan – 1991. (1991).
- Megtisztulás – 1991. (1991).
- Megalázottak – 1991. (1991).
- Mediterráneum ('991). Liget 1991. Ősz. (1991, A szüretelő tél 2006).
- Madarak voltak – 1991. (1991).
- Lovak, angyalok. Élet és Irodalom 1991/36. (1991).
- 1991 – 1991. Pesti Hírlap 1991.12.24. (1991).
- A csend igéi – 1991. (1991).
- A Kert imája – 1991. Jel 1991/6. (1991).
- A közeledő harmadik évezredhez – 1991. (1991).
- A madár – 1988. Délsziget 1991/21. (Hirtelen ősz 1991).
- A megváltás megkeresése – 1991. Jel 1992/2. (1991).
- Amíg a nappal éjszakává érik – 1991. (1991).
- Antibes télen – 1991. (1991, A szüretelő tél 2006).
- Architektúrák – 1990. Vigilia 1991/8. Archiválva 2020. november 1-i dátummal a Wayback Machine-ben (Hirtelen ősz 1991, A szüretelő tél 2006).
- Ars Anatomia, Anno Domini MCMXCI. (1991, A szüretelő tél 2006).
- Átfordulás – 1991. (1991).
- Augusztusi karácsonyéj a Hvar-szigeteki ferenceseknél. Pesti Hírlap 1991.08.17.
- Aluljárók angyala. Közös út 1994/4. (1991)
- Az Édenkert elvesztése. Élet és Irodalom 1991/43. (1991, A szüretelő tél 2006).
- Az Édenkert igézetében. (1991).
- Bűn a bűnnel. Liget 1991 Ősz. (1991).
- Krónika 1967-ről. (1991, A szüretelő tél 2006).
- Könyörgés – 1991. (1991).
- Könnyű kézzel – 1991. (1991).
- Kétoldalú önámítások – 1991. (1991).
- Keserű tavasz – 1991. (1991).
- Kavicsok – 1991. (1991).
- Karácsonyi angyal-játék – 1991. Aranyág 1991.01. (Árnyék és kóc).
- Egy a sokból – 1991. (1991).
- Egy mediterrán arénában – 1991. (1991, A szüretelő tél 2006).
- Ellentmondások rögzítése – 1991. (1991, A szüretelő tél 2006).
- Évszakváltás – 1991. (1991).
- Exodus – 1991. (1991, A szüretelő tél 2006).
- Farkas-törvény – 1991. (1991).
- Graz két Brueghel-képére. Délsziget 1991/10.
- Gyermekdal a Teremtőhöz, férfihangra – 1991. (1991).
- Gyújtópont – 1991. (1991).
- Ha én is ott... – 1991. Jel 1991/2. (1991).
- Hazatérők. Pesti Hírlap 1991.06.22. (Hirtelen ősz 1991).

1992
- Párhuzamos mozaikok- 1991. Liget 5/1 (1992) 66-67. (1991).
- Már nem a vízözön – 1991. Liget 5/1 (1992) 67. (1991).
- Peremlét. Szombat 1992/9. (1991).
- Napló, 88.4.17. Diakónia XIV (1992/1) 60 (Hirtelen ősz 1991).
- Nehéz feltámadás. Diakónia XIV (1992/1) 60.
- A ló és az ember – 1987. Kisgrafika 1992/4. (Kettős hitvallás 1993).
- Közel a távol – 1991. Esti Hírlap 1992.06.06. (1991, A szüretelő tél 2006).
- Kapcsolat-változások. Szombat 1992/5. (1991).
- Feltámadás – 1992. Esti Hírlap 1992.06.06. (Pannonia Christiana 2000).

1993
- Betlehemes játékok. A Tanító 31/10 (1993) 28-29.
- Nosztalgia. Central European Time 1993 szeptember/október, 25. (Pannonia Christiana 2000, A szüretelő tél 2006).
- Várakozás. Central European Time 1993 szeptember/október, 25. (Pannonia Christiana 2000).
- Panaszfal – 1993. Kortárs 37 (1993/10) 31. (Pannonia Christiana 200).
- Rögtönzés – 1992. Kortárs 37 (1993/10) 32. (Pannonia Christiana 2000).
- Mulandóság – 1992. Jel 1993/4; Jel 1999/7.
- Megint az ősz – 1993. Literátor. (Pannonia Christiana 2000).
- Marne-parti ősz. Jel 1993/4.
- Beletörődés – 1993. (Pannonia Christiana 2000).
- Belső mozgás – 1992. Jel 1993/4. (Pannonia Christiana 2000).
- Egy flaska fekete bor mellett – 1993. Magyar Rádió. (Pannonia Christiana 2000).
- Ember-lélek búcsúztató – 1992. Jel 1993/1. (Kettős hitvallás 1993).

1994
- A legkülső körön túl. Kortárs 38 (1994. október/10) 30.
- Szabálytalan rondó. Kortárs 38 (1994. október/10) 31.
- Hajnali rézmetszet. Kortárs 38 (1994. október/10) 31.
- Vitorlabontás – 1994. (Pannonia Christiana 2000, A szüretelő tél 2006).
- Vagyok – 1992. Új Forrás 1994/2. (Pannonia Christiana 2000).
- Szentimentális dalocska – 1992. Aranyág 1994/1.
- Mint Ábel füstje – 1993. Central European Time 1994. július-augusztus. (Pannonia Christiana 2000)
- Messer Michelangelo elmúlása – 1992. Central European Time 1994. július-augusztus.
- Megcsalatás – 1994. Literátor.
- Március – 1994. (Pannonia Christiana 2000).
- A mérhetetlen megmérettetése – 1993. Jel 1994/1. (Pannonia Christiana 2000).
- A tisztaság sugárzása – 1994. Közös Út 1994/4.
- A túlsó part – 1994. Új Magyarország 1994.11.26. (Pannonia Christiana 2000).
- Ádvent Párizsban – 1992. Új Magyarország 1994.11.26. (A szüretelő tél 2006).
- Antigoné – 1994. Somogy 1998/1-2.
- Bukolikus képsor – 1993. Literátor, Central European Time 1994. november-december. (Pannonia Christiana 2000, A szüretelő tél 2006).
- Csend – 1994. Central European Time 1999/11-12. (A szüretelő tél 2006).
- Dal. Aranyág 1994/8. (Árnyék és kóc).
- Lélekharang. (In memoriam Örsi Ferenc). Új Magyarország 1994.09.06. (Pannonia Christiana 2000).
- Kő és árnyék – 1994. (Pannonia Christiana 2000).
- Kettős kötés – 1991. (1991).
- Inkább a másság – 1992. Central European Time 1994. július-augusztus.
- És... – 1993. Literátor, Új Forrás 1994/2. (Pannonia Christiana 2000).
- Félhomály – 1993. Új Magyarország 1994.11.26. (Pannonia Christiana 2000).
- Hőség – 1994. Hitel 1995/4. (A szüretelő tél 2006).

1995
- A reneszánsz reneszánsza. Kortárs 39 (1995/1) 53. (Pannonia Christiana 2000).
- Meditáció. Kortárs 39 (1995/1) 53-54. (Pannonia Christiana 2000; A szüretelő tél 2006).
- Hőség. Hitel VIII (1995. január/4) 43-44.
- Zsámbéki ősz – 1995. Somogy 1996/4. (Pannonia Christiana 2000)
- Vízkeresztéji álom – 1995. Aranyág 1995/1 (Pannonia Christiana 2000, A szüretelő tél 2006).
- Szabálytalan rondó – 1993. Kortárs 1995/10.
- Spirituális dialektika Archiválva 2020. november 3-i dátummal a Wayback Machine-ben – 1995. Vigilia 1995/8. (Pannonia Christiana 2000, A szüretelő tél 2006).
- Peer Gynt fohásza – 1992. Jel 1995/8; Emberhalász 1995/3-4.
- Mediterrán kálvária – 1994. Új Ember 1995.03.12. (Pannonia Christiana 2000, A szüretelő tél 2006).
- Mars – 1994. Central European Time 1995/március-április. (A szüretelő tél 2006).
- A legkülső körön túl – 1995. Jel 1995/8; Kortárs 1995/10. (Pannonia Christiana 2000).
- Decemberi telihold – 1994. Jel 1995/4. (Pannonia Christiana 2000).
- Döbling, 1860. április 8. – 1992. Jel 1995/8.
- Lehajtott fejjel – 1995. Pest Megyei Hírlap 1995.01.07. (Pannonia Christiana 2000).
- Látszatok – 1994. Central European Time március-április. (Pannonia Christiana 2000).
- Küzdelem – 1995. (A szüretelő tél 2006).
- Kettős kötésben – 1992. Jel 1995/8.
- Keresztelő János, a Szent – 1995. Kortárs 1996/4. (Pannonia Christiana 2000, A szüretelő tél 2006).
- Egyszerű dal. Aranyág 1995/5.
- Éjszaka a várban – 1994. Central European Time 1995/6; Somogy 1997/3. (Pannonia Christiana 2000).
- Evilági elizium. Magyar Napló 1995/3.
- Folyamat – 1995. Jel 1995/4.
- Hajnali rézmetszet – 1992. (Kortárs 1995/10. (A szüretelő tél 2006).
- Igen – 1995. Credo 1998/1-2. (Pannonia Christiana 2000).

1996
- A szög és martaléka. Kortárs 40 (1996/10) 51. (A szüretelő tél 2006).
- Visszatérés – 1995. Kortárs 40 (1996/10) 52. (Pannonia Christiana 2000)
- Keresztelő János, a szent. Kortárs 40 (1996/4) 57-58.
- A jel. Kortárs XL (1996/1) 58. (Pannonia Christiana 2000).
- Alkony. Kortárs XL (1996/1) 59. (Pannonia Christiana 2000, A szüretelő tél 2006).
- Philemon és Baucis. Vigilia 61/1 (1996) 47. Archiválva 2020. november 15-i dátummal a Wayback Machine-ben (A szüretelő tél 2006).
- Utolsó kísérlet – 1987. Pannon Tükör 1996/különszám.
- Tér-metszet – 1995. Somogy 1996/4. (Pannonia Christiana 2000).
- Tél – 1996. (Pannonia Christiana 2000).
- Távolodás – 1998. Somogy 1996/4.
- Színváltozás – 1995. Somogy 1996/4.
- Sixtusi pogány parafrázis – 1996. (Pannonia Christiana 2000, A szüretelő tél 2006).
- Pillanatkép, nyitott blendével – 1994. Vigilia 1997/5. Archiválva 2020. november 3-i dátummal a Wayback Machine-ben (Pannonia Christiana 2000).
- Még és már. Somogy 1996/3.
- Akár a mag – 1995. Somogy 1996/4. (Pannonia Christiana 2000).
- Átváltozás – 1996. Jel 1997/1. (Pannonia Christiana 2000).
- Eskü – 1996. (Pannonia Christiana 2000).
- Folyamat – 1995. Jel 1995/4.

1997
- Rom. Kortárs 41 (1997. február/2) 28. (Pannonia Christiana 2000).
- Dunántúl, Somogy – 1997. Kortárs 41 (1997. augusztus/8). (Pannonia Christiana 2000).
- Zsámbéki hó – 1996. Jel 1997/1 (Pannonia Christiana 2000).
- Sorsok – 1997. CET 1997/4.
- Novemberi nyár – 1997. (Pannonia Christiana 2000).
- Deres világ – 1996. Credo 1997/3-4, 9. (Pannonia Christiana 2000).
- A bizalom évszaka – 1995. Credo 1997/3-4, 20. (Pannonia Christiana 2000).
- Ikarusz – 1996. Credo 1997/3-4, 53.
- Aláhulló bagatell – 1997. (Pannonia Christiana 2000).
- Az áldozat – 1996. Central European Time 1997/4. (Pannonia Christiana 2000).
- És akkor így szólt – 1996. Vigilia 1997/5. Archiválva 2020. november 3-i dátummal a Wayback Machine-ben (Pannonia Christiana 2000, A szüretelő tél 2006).
- Évszak-legendárium – 1997. (Pannonia Christiana 2000).

1998
- Belső katedrális – 1997. Új Ember (1998.12.13.) (Pannonia Christiana 2000, A szüretelő tél 2006).
- Elmulasztott pillanat – 1994. Új Ember 1998.04.19. (Pannonia Christiana 2000, A szüretelő tél 2006).
- Via Dolorosa – 1995. Új Ember (1998.07.12.). (A szüretelő tél 2006).
- Profán sorok a Szenvedő Anyámhoz. Új Ember (1998. augusztus 30.) (Az anya és a szűz paradigmája 2000, A szüretelő tél 2006).
- Örök ősz – 1998. (Pannonia Christiana 2000).
- Másféle tavasz – 1997. Somogy 1998/3. (Pannonia Christiana 2000).
- "A nap vége" – 1997. Credo 1998/1-2.
- Arc a hóban – 1993. Vigilia 1998/3. Archiválva 2020. november 29-i dátummal a Wayback Machine-ben (Pannonia Christiana 2000, A szüretelő tél 2006).
- Assisi – 1990. Vigilia 1998/3. Archiválva 2020. október 14-i dátummal a Wayback Machine-ben (Pannonia Christiana 2000).
- Az Ismeretlen – 1997. Vigilia 1998/3. (A szüretelő tél 2006).
- Besurranó – 1998. (Pannonia Christiana 2000).
- Körhinta – 1998. Somogy 1999/3. (Pannonia Christiana 2000).
- Kilencven év – 1998. (Pannonia Christiana 2000).
- Jelen – 1998. (Pannonia Christiana 2000).
- Játék – 1998. (Pannonia Christiana 2000).
- Értelmes halál – 1998. (Pannonia Christiana 2000).
- Felhők – 1998. (Pannonia Christiana 2000).
- Gyerekkor – 1998. (Pannonia Christiana 2000).

1999
- Profán könyörgés. Hitel 12 (1999. február) 14-15. (A szüretelő tél 2006).
- A bor dicsérete. Hitel 12 (1999. február) 15. (Pannonia Christiana 2000).
- Ikon. Új Ember (1999. január 10.)
- A kert, a fák. Új Ember (1999. június 27.)
- Kísértés. Új Ember 1999.07.15.
- Összefonódás Archiválva 2020. november 1-i dátummal a Wayback Machine-ben (eredeti cím: Szavak összefonódása) – 1986. Vigilia 1999/4. (1991, A szüretelő tél 2006).
- Zárójelentés – 1999 (Pannonia Christiana 2000).
- Visszatérő álom – 1997. Central European Time 1999/1 (Pannonia Christiana 2000, A szüretelő tél 2006).
- Várakozók Archiválva 2020. október 13-i dátummal a Wayback Machine-ben – 1997. Vigilia 1999/11. (Pannonia Christiana 2000).
- Üzenet Archiválva 2020. november 1-i dátummal a Wayback Machine-ben – 1997. Vigilia 1999/4. (Pannonia Christiana 2000).
- Újmódi Háromkirályok – 1999. (Pannonia Christiana 2000).
- Szorongás – 1993. CET 1999/11-12. (Pannonia Christiana 2000).
- Szavak – 1997. CET 1991/1. (A szüretelő tél 2006).
- Őszi erdő – 1998. (Pannonia Christiana 2000).
- Menekülés – 1997. Central European Time 1999/1. (Pannonia Christiana 2000).
- Meghasonlás – 1995. Central European Time 1999/11-12.
- A bölény – 1998. Új Forrás 1999/2. (Pannonia Christiana 2000).
- A szél, a század – 1997. Central European Time 1999/11-12. (Pannonia Christiana 2000).
- A végelszámolás felé – 1999. (Pannonia Christiana 2000).
- Készülődés – 1998. Vigilia 1999/11 Archiválva 2020. október 13-i dátummal a Wayback Machine-ben. (Pannonia Christiana 2000).
- Kések – Magyar Rádió; Central European Time 1999/1.
- Hiány – 1999. (Pannonia Christiana 2000, A szüretelő tél).
- Ikon – 1993. Új Ember 1999.01.10. (Pannonia Christiana 2000).

2000
- A minotaurusz útvesztőjében – 1998. Új Ember (2000. január 29.)
- Pannonia Christiana. Új Ember (2000. április 8). (Pannonia Christiana 2000).
- Ábrahám – 1996. Szombat 2000/2. (Pannonia Christiana 2000).
- Izsák – 1996. Szombat 2000/2. (Pannonia Christiana 2000).

2001
- A pusztaság... – 2000. Hitel 14 (2001. augusztus) 66.
- Téli vadászat – 2000. Hitel 14 (2001. augusztus) 66. (A szüretelő tél 2006)
- Ágak – 2000. Hitel 14 (2001. augusztus) 67. (A szüretelő tél 2006).
- Ahogy... – 2000. Vigilia 2001/3. Archiválva 2020. november 1-i dátummal a Wayback Machine-ben (A szüretelő tél 2006).
- Tónusok. Jel 12 (2001) 20. (A szüretelő tél 2006).
- Tél-kezdet – 1996. Jel 12 (2001) 20.
- Versenypályán – 2001. Napút 2001/10.
- Madarak és emberek – 2001. (A szüretelő tél 2006).
- "Nem tudjátok...?" – 2000. Keresztény élet 2001.03.25.
- A kezdet kezdete – 2000. Keresztény élet 2001.03.25. (A szüretelő tél 2006).
- Ha ott az itt – 2000. Vigilia 2001/3. Archiválva 2020. november 1-i dátummal a Wayback Machine-ben (A szüretelő tél 2006).
- Kérdések – In memoriam Sinkovits Imre. Új Ember LVII/5 (2741) 2001.02.04.

2002
- Visszaszámlálás – 1996. Új Ember 2002.01.27. (Pannonia Christiana).

2004
- Himnusz és könyörgés. Hitel XVII/2 (2004 február)
- To Everybody (Mindenkinek). Hitel XVII/2 (2004 február)

2005
- Facies iani, anno domini MMV. Hitel XVIII (2005/11) 66. (A szüretelő tél 2006).
- Madárhalál. Hitel XVIII (2005/11) 66-67.
- Voci con Vivaldi – 2005 (Szüretelő tél 2006).
- Talán – 2005. Jel 2005/4, Jel 2005/8. (A szüretelő tél 2006).
- Szentesei Pinceszer – 2005.12. (A szüretelő tél 2006).
- Padlástér – 2005. (A szüretelő tél 2006).
- Mítosz-teremtés – 2003. Jel 2005/8. (A szüretelő tél 2006).
- Mérleg – 2005. Jel 2005/8. (A szüretelő tél 2006).
- Megértés – 1998. Jel 2005/4, Jel 2005/8. (A szüretelő tél 2006).
- Angyali üdvözlet – 2005. (A szüretelő tél 2006).
- Áttetsző tömb – 2005. (A szüretelő tél 2006).
- Interpretáció – 2002. Jel 2005/8. (A szüretelő tél 2006).

2006
- Kiáltás egy Petőfi-vers olvastán – 2005. Hitel XIX (2006. április/4) 61-62.
- Út Ronsard mester kalauza nyomán. Hitel XIX (2006. április 4.) 62.
- Ritmusok. Új Ember 61 (2006. augusztus 6) 11. (A szüretelő tél 2006).
- Ködben. Új Ember 61 (2006. november 12). 11.
- Viharos közjáték. Magyar Napló 2006.
- Pillanatkép. Magyar Napló 2006.
- Az ablakon túl. Magyar Napló 2006.
- Láncreakció – 2006. Magyar Napló.
- Egy kanadai nyírfára. Magyar Napló.
- Egy lélegzetre – 2006. Magyar Napló.

2007
- Menekülés. Kortárs 2007.04.12.
- 21 sor. Kortárs 2007.04.12.
- Útszéli kereszt, szavakból. Magyar Napló 19 (2007/1) 20.
- Félelem az ismétlődéstől. Magyar Napló 19 (2007/1) 20.
- Shakespeare, az Isten gyermeke. Távlatok: világnézet, lelkiség, kultúra 17 (2007) 76.
- Pannóniai útmutató. Új Forrás 39 (2007/4) 101-104.

2008
- Vádirat. Új Forrás 40 (2008/9)
- Majd. Új Forrás 40 (2008/9)

2009
- Vitorlát bont. Magyar Napló 21 (2009/7) 23.
- Mintha lennék. Magyar Napló 21 (2009/7) 23.
- Tükör. Kortárs 53 (2009/9) 64.
- Megnyugvás. 53 (2009/9) 65.
- Savonarola, Michelangelo. Magyar Napló 21/1 (2009) 32.
- Fanyarkásan. Magyar Napló 21/1 (2009) 32.
- Újmódi flagelláns-vers. Új Forrás 41 (2009/5)
- A fák ruhája. Új Forrás 41 (2009/5)

2010
- Éjszakai vadászat. Kortárs 54 (2010/1) 56-57.
- A mondhatatlan. Kortárs 54 (2010/1) 57.
- A vadak tudják... Kortárs 54 (2010/1) 57-59.
- Nyomkeresés. Hitel 23/6 (2010) 69-70.
- Királyi többes. Hitel 23/6 (2010) 71.
- Betyárnóta. Magyar Napló 22 (2010/7) 14.
- Kakasszóra. Magyar Napló 22 (2010/7) 14.
- Hatványozás. Magyar Napló 22 (2010/7) 14.

2011
- Két freskó. Kortárs 55 (2011. január/4) 40-42.
- Ház a hóban. Kortárs 55 (2011. január/4) 42.
- Vésetek. Hitel 24 (2011/6) 50.
- Sorok és rímek. Hitel 24 (2011/6) 50.
- Illatok, szagok. Hitel 24 (2011/6) 51.
- Titkok. Új Ember 2011.12.25-2012.01.01, 20.

2012
- Öregember kamasz-verse. Hitel XXV (2012/5) 25.
- Vénemberek hetykeségei. Hitel XXV (2012/5) 26-28.
- Nem ott, de mégis... Magyar Napló 24 (2012/6) 24.
- Oldalszárnyak. Magyar Napló 24 (2012/6) 25.

2013
- A második világháborút túlélő generáció. Kortárs 2013/4, 52-53.
- Kettős megtöretés. Kortárs 35 (2013/4) 53-54.
- Istálló volt. Kortárs 36 (2013/4) 54.
- Mielőtt. Vigilia 78/1 (2013) 49-50. Archiválva 2020. november 28-i dátummal a Wayback Machine-ben
- Ökörnyál. Vigilia 2013/6, 446.
- Ismétlődés. Vigilia 2013/6, 446.
- Balassi Bálintra emlékezvén Bálint napján, in MMXII. Hitel XXXVI (2013. április/4) 40.
- A nyugalom éhsége. Hitel 36 (2013. április/4) 41.
- Mikes Kelemen feljegyzése végső eltávozására készülődve. Hitel XXXVI (2013. április/4) 42.

2014
- Őzbőr-zakó. Kortárs 2014/5, 14.
- M. D. mester. Kortárs 2014/5, 14.
- Sorsfogyás. Kortárs 2014/5, 15.
- A bizonyosság keresése. Hitel 27 (2014/11) 101.
- Sarokkő. Hitel 27 (2014/11) 102.
- Hosszú vadászat. Magyar napló 26 (2014/1) 11.

2015
- Szonatinák. Magyar napló 27 (2015/5) 18. (vers)
- Éjszakai halászat. Magyar napló 27 (2015/5) 19. (vers)

2016
- Egy szó súlya. Vigilia 81/9 (2016.09) 676.
- Szárnyas-oltár. Vigilia 81/9 (2016.09) 676.

2017
- Esteli ének – 2012. Magyar Napló 2017. május, 33.

2019
- Borotvalélen. Kortárs 2019.02. (vers) Archiválva 2020. október 1-i dátummal a Wayback Machine-ben

## Novellák
Novelláskötet
- Történetek hosszú és rövid mondatokban. Móra Ferenc Könyvkiadó, Budapest 1979. (röv. Történetek hosszú és rövid mondatokban.)

Novellák
1954
- Ebédszünet. Magyar Nemzet 1954.

1958
- Művész a tanyán. Északmagyarország 1958.05.18.

1968
- Esőszagú délután. Északmagyarország 1968.06.07.

1976
- A fogoly. Kincskereső 1976/9. (Történetek hosszú és rövid mondatokban 1979).
- A madár. Kisdobos 1976/5. (Történetek hosszú és rövid mondatokban 1979).
- Szavak. Kincskereső 1976/4. (Történetek hosszú és rövid mondatokban).
- Szavak ébresztése. 1976/4. (Történetek hosszú és rövid mondatokban).

1977
- A kert. Magyar Nemzet 1977.04.03. (Történetek hosszú és rövid mondatokban 1979).
- A szánkó. Kincskereső 1977/2. (Történetek hosszú és rövid mondatokban).
- Erdei találkozások. Kisdobos 1977/12. (Történetek hosszú és rövid mondatokban).
- Madarak útján. Új Ember 1977.08.21.
- Vendégváró. Új Ember 1977.07.10.

1982
- A harangok vonulása. Új Tükör 1982/16. (Tükrök által darabokban).

1987
- A vén bagoly. Új Tükör 1987.01.11. (Tükrök által darabokban).

1989
- Téli köpönyeg. Nők Lapja 1989/45. (Gyermek-legendárium).
- Vadszőlő a falon. Nők Lapja 1989.08.20. (Gyermek-legendárium).

1990
- Kockás irkák színeváltozása. Nők Lapja 1990/43. (Tükrök által darabokban).

1991
- Tűz és víz. Phralipe 1991/4. (Tükrök által darabokban.).

1992
- Az az utolsó, királyi út. Jel 1992/3.

1995
- A szeretet névtelen. Aranyág 1995/9.

1994
- Az öreg és a kutya. Jel 1994/10.
- Szent Miklós püspök emlékezete. Aranyág 1994/10. (Gyermek-legendárium).

1996
- A munka áldás. Aranyág 1996/5. (Gyermek-legendárium).
- A Sárga Omnibusz. Új Ember 1996/5. (Gyermek-legendárium).
- A templomalapító. Aranyág 1996/8. (Gyermek-legendárium).
- Árpád-házi Szent Erzsébet első legendája. Aranyág 1996/9. (Gyermek legendárium).
- Az útkereső. Aranyág 1996/1. (Gyermek-legendárium).
- Hosszú karácsony. Jel 1996/9.
- Szent István király, a megkegyelmező. Aranyág 1996/7. (Gyermek-legendárium).

1997
- Könyves Kálmán király bölcsessége. Aranyág 1997/11. (Gyermek-legendárium).

2001
- Mese? Vigilia 66/12 (2001) 935-936. Archiválva 2020. október 1-i dátummal a Wayback Machine-ben

## Esszék, előadások, tanulmányok, írások, cikkek
1961
- A művek és az alkotó. In: Kovács Ferenc-Maár Gyula-Vészits Ferencné (szerk.): Filmévkönyv 1961. Gondolat Kiadó, Budapest 1961, 117.

1974
- Dévényi Róbert – Tarbay Ede: Meghalt Petruska – éljen Petruska! Lapkiadó Vállalat 1974, 34.
- A dráma struktúrája. Előadás, Népművelési Intézet 1974. (Gondolat, kép, játék 1981).
- A mesejáték dramaturgiája. Előadás, Magyar Írók Szövetsége 1974. (Gondolat, kép, játék 1981).
- Stuiber Zsuzsa. Óvodai Nevelés 1974/4.

1976
- Játék a természetről – jelenet. In: Kisdobosok Évkönyve 1977. Móra Ferenc Könyvkiadó, Budapest 1976, 48-53. (jelenet)
- Nyári emlék. In: Bodó Klára (szerk.): Füzértánc. Versek, dalok úttöröknek. Móra Ferenc Könyvkiadó, Budapest 1976, 70.
- Chagall útja. Új Ember 1976.11.28.
- Egy filmrendező vallomása. Vigilia 1976/11 (november) 783-784.

1977
- Posztós játék. In: Kisdobosok Évkönyve 1977. Móra Ferenc Könyvkiadó, Budapest 1976, 145-151. (dramatizált népi játék)
- Chagall kora. Új Ember 1977.09.05.

1979
- Az én születésnapomon mindenki ünnepel. (Elbeszélés Hannes Hüttner ötlete alapján). In: Sulyok Magda-Árva Ilona-Kőfaragó Margit-Magyari Beck Anna-Granasztói Szilvia (szerk.): Ünnepsoroló. Móra Ferenc Könyvkiadó, Budapest 1979, 236.
- Ország Lili dimenziói. Vigilia 44 (1979/7) 500-501. Archiválva 2020. november 1-i dátummal a Wayback Machine-ben
- Dorman gyermekszínháza. Színház 1979/11.

1980
- Mesék és mesehősök. Filatéliai Szemle 1980/1.

1982
- Bálint Endre, a biblikus. Vigilia 47 (1982/1) 73-74.
- A teremtéssel vajúdó Huszárik. Vigilia 57 (1982/2) 94-97. (esszé)
- Csernus Mariann Károlyi-bibliája. Vigilia 47 (1982/8) 635-636.
- Napfivér, holdnővér. Vigilia 47 (1982/10) 743-748. Archiválva 2020. november 1-i dátummal a Wayback Machine-ben (esszé)
- Memento. Vigilia 47/11 (1982) 869-870. New Hungarian Quarterly 1983/89. Archiválva 2020. szeptember 7-i dátummal a Wayback Machine-ben (esszé)
- Sass István elmondja Petőfi Zoltánnak, hogyan élt, mit akart, és milyen ember volt az édesapja, Petőfi Sándor. In: Daniss Győző (szerk.): Kisdobosok évkönyve 1983. Móra Ferenc Könyvkiadó, Budapest 1982, 7-24.
- Horgas Béla: Naplopó és Lókötő. Óvodai Nevelés 35/7-8 (1982) 275-277. Archiválva 2020. november 14-i dátummal a Wayback Machine-ben
- Taps nélkül. Új Ember 1982.07.04.

1983
- Román György képei. Vigilia 48 (1983/8) 635-637.
- Szelíd kiállítás. Vigilia 48/4 (1983.04) 287-288. Archiválva 2020. október 15-i dátummal a Wayback Machine-ben
- Bálint Endre komor játékai. Vigilia 48/2 (1983.02) 152-154.

1985
- Teljesség a töredékben. Pilinszky-kiállítás Sárospatakon. Vigilia 50 (1985/4) 365-366. Archiválva 2020. november 8-i dátummal a Wayback Machine-ben

1987
- "A töredék foglalatában." Új Ember 1987.08.16-23.

1988
- Váratlan öröm. Óvodai Nevelés 1988/6.

1989
- "Faludy György költő". Hitel II/5 1989, 47.

1990
- Egy sosemvolt szerelem krónikája. Magyar Rádió, 1990.12.15.

1992
- Vas István, az összegző. Jel 1992/1.

1993
- Egy új szövetség. Szombat 1993/6.

1994
- A felismerés kényszere. Szombat 1994/1.
- Egy szentséget sugárzó Faun. Jel 1994/10.
- Kiss Benedek. Óvodai Nevelés 1984/7.
- Fölemelt fejjel. Jel 1994/7.

1995
- Megtörhetetlen. In: Toldalagi Pál: Oldott magány. Budapest Szent István Társulat 1995, 7-9.
- Jegyzetek. In: Toldalagi Pál: Oldott magány. Budapest Szent István Társulat 1995, 197-201.

1996
- Egy adósság törlesztése. Pilinszky verses meséiről. Kortárs 40 (1996.12.12) 64-68. (tanulmány)
- A szó hitele. Óvodai Nevelés 1996/4.

1997
- Zsenik csapdája. Credo 1997/1-2.

1998
- Apró gyarlóságaink. Credo 1998/3-4.
- Bölcsek üzenete. Könyvhét 1998/11.
- Egy gazdag élet. Távlatok 1998/1.
- Félszáz mondat. Könyvhét 1998/12.
- Gogol aktualitása. Könyvhét 1998/6.
- Harc az Istennel. Szombat 1998/6.
- Múltidézés. Szombat 1998/6.

1997
- Egy huszadik századi himnuszköltő. Jel 1997/2.

1998
- Test és lélek. Szombat 1998/5.

1999
- Egy az Isten. Könyvhét 1999/9.
- Egy költő emlékezete. Könyvhét 1999/9.
- Elrejtett világ. Könyvhét 1999/12.
- Négy regény Afrikából. Könyvhét 1991/1.
- Önfeledt mókák. Óvodai Nevelés 1999/2.
- Teológia és irodalom. Könyvhét 1999/9.

2000
- Az egyoldalúság végletei. Jel 2000/8.
- Radnóti Miklós – az ember és költészete. Távlatok 2000/4, 633.
- Egy reneszánsz ember a középkorban. Könyvhét 2000/16.
- Erósz a népmesékben. Iskolakultúra 2000/3.
- Ítélet a népmesékben. Iskolakultúra 2000/9.
- Pál Lajos, a festő és a költő. Jel 2000/4.

2001
- Tarbay Ede visszaemlékezései. Napút – Jeles Hetvenesek Évkönyve III/10 (2001. december)
- Csanád Béla emléke. Jel 11 (2001) 21.
- "Öreg pásztor" évfordulója az örökkévalóságban. Öt évvel ezelőtt, 1996. novemberében távozott az élők sorából a KÉSZ alapító elnöke Jel (2001. november) 21.
- A mese világa. Előadás MKE Gyermek-könyvtáros Szekciója és a Magyar Olvasótársaság. 2001.03.08.
- A vándorutak jelentései a népmesékben. Jel 2001/4.
- A tanítvány. In: Zsávolya Zoltán-Horkay Hörcher Ferenc-Bazsányi Sándor-Lázár Kovács Ákos-Tőzsér Endre (szerk.): Útjaidon. Ünnepi kötet Jelenits István 70. születésnapjára. Magyar Piarista Rendtartomány-Pázmány Péter Katolikus Egyetem BTK-Új Ember Kiadó, Budapest 2002.

2004
- (Thorma Benedek válasza Thomas Shabbynek). Az úr 1456. Észtendejének Böjtelő hava Szent Balázs napján, Torockóban. Hitel XVII/2 (2004 február)
- Pillérek. Részletek Thorma Benedek és Thomas Shabby latin és angol nyelvű levelezéséből, a XV. századból. Hitel XVII/2 (2004 február)
- Egy a négyszázezerhez – 1982. Vigilia 69 (2004/3) 238-240. Archiválva 2020. december 7-i dátummal a Wayback Machine-ben

2006
- Remsey Iván játékai. – Die Spiele von Iván Remsey. Art Limes – Báb-Tár II-III (2006/2-3) 135-138.

2008
- Egy népmese írott változatai. Kortárs 52 (2008/1) 76-88. (tanulmány)
- Balladák térben és időben. Iskolakultúra 18/1-2 (2008) 99.
- Novemberi Passió.

## Alkalmi költemények, publikálatlan művek
Alkalmi költemények listája (nem teljes lista)
- Jánosnak (is), bár úgy látom fölösleges. Útravaló (keletkezett: 1986. március 19., egy bejegyzés Német János műtermének vendégkönyvében, publikálva 2004[21])
- Szép kerek szám. (2004)
- Karácsonyi Ének, 2006-ból (2006. december)

Publikálatlan versek
- Egy szerelem meghatározása – 1982.
- Szabad akarat – 1998.
- Éjszakák nyugalma – 1998.
- Visszatérő éjszakák – 1998.
- Változatok – 2000.
- Tizenöt perc – 2001.
- Elégia – 2006.
- Eleven átok – 2006.
- XXI. századi ellentmondásaink – 2006.
- Szétszaggatottan – 2006.

Publikálatlan gyermekversek
- Három kópé.
- Húsvét-hétfő.
- Jégtörő Mátyás.
- Márciusi víg legények.
- Márton-napi köszöntő.
- Medárd-napi kérelem.

## Szerkesztői munkái
Szerkesztői munkáinak listája (nem teljes)
- Tarbay Ede (szerk.): Székely György, Bábuk és árnyak. Népművelési Propaganda Iroda, 1972.
- Rónaszegi Miklós – Tarbay Ede (szerk.): Bábosoknak. Móra Ferenc Könyvkiadó, Budapest 1976.
- Tarbay Ede (szerk., előszó): Ki a barátod? Móra Ferenc Könyvkiadó 1977.
- Tarbay Ede (szerk.): Bábesztétikai szöveggyűjtemény I. Népművelési Propaganda Iroda, Budapest 1978.
- Tarbay Ede (szerk.): Bábtörténeti szöveggyűjtemény II. Népművelési Intézet, Budapest 1979.
- Tarbay Ede (szerk.): Kezdődik az iskola. Móra Ferenc Könyvkiadó, Budapest 1981.
- Tarbay Ede (válogatás, előszó): József Attila: Világokat igazgatok: üveggolyókkal játszom. Móra Ferenc Könyvkiadó 1981.
- Tarbay Ede – Híves László (szerk.): A bábjáték I-II. Népművelési Propaganda Iroda, Budapest 1982.
- Ágai Ágnes – Tarbay Ede (szerk.): Roskad a kormos hó...Móra Ferenc Könyvkiadó, Budapest 1983.
- Tarbay Ede (szerk.): Maurice Maeterlinck, A kék madár. Móra Ferenc Könyvkiadó, Budapest 1987; A vadhattyúk. Lilliput Kiadó.
- Tarbay Ede (szerk.): Bodza-anyóka. Móra Ferenc Könyvkiadó, Budapest 1987.
- Tarbay Ede – Híves László (szerk.): Bábtörténeti kalandozások. Bábjátékos Oktatás Sorozat. Múzsák, Budapest 1990.
- Tarbay Ede (szerk.): A bátor kiskacsák. – Bábjátékok gyerekeknek és gyerekeknek játszó felnőtteknek. Unió Kiadó, Budapest 1993.
- Tarbay Ede (szerk.): Szeglő Iván, Az angol bábjáték története. Múzsák Közművelődési kiadó, Budapest 1990.
- Tarbay Ede (szerk.): Székely György, Az angol bábjáték története. Múzsák Közművelődési kiadó, Budapest 1990.
- Tarbay Ede-Farkas Olivér (szerk.): Toldalagi Pál: Oldott magány. Szent István Társulat, Budapest 1995.
- Tarbay Ede (szerk.): Székely György, A magyar bábművészet múltja és jelene. UNIMA, Budapest 1999.
- Tarbay Ede (szerk.): Az anya és a szűz paradigmája. A Hét Szabad Művészet Könyvtára. Corvinus Kiadó, Budapest 2000.
- Árva Ilona – Tarbay Ede – Boros István (szerk.): Gáli József, A hét bölcső fája. Egyházfórum Alapítvány, Budapest 2000.
- Tarbay Ede – Szentpál Mónika (szerk.): Rákos Sándor, A bárány lázadása. Szent István Társulat, Budapest 2001.
- Tarbay Ede (előszó, szerk.): Csanád Béla: Kenyér és bor. Jel-Szent István Társulat 2002.
- Árva Ilona – Tarbay Ede – Boros István (szerk.): Kormos István, Tiszta mezőben. Egyházfórum Alapítvány, Budapest 2003.
- Tarbay Ede: Van egy barátom, aki Mozdonyvezető. Pixi-könyvek. Malibu Print Kft., Budapest 2008.

Szöveggondozások
- Koczogh Ágos: A csodamalom. Móra Ferenc Könyvkiadó 1985.
- Robert Hugh Benson: A világ ura. Christianus-O.M.C. 1995.
- Gárdonyi Géza: Az Isten rabjai. Szent István Társulat 1996. (utószó, szöveggondozás)
- Dante: Isteni színjáték. Szent István Társulat 2002.
- Gárdonyi Géza: Evangéliumi álmok. Szent István Társulat 2003 (szöveggondozás).

## Recenziók
- Egy gazdag élet. (Elhangzott 1997. november 27-én a budavári Liteában, Prokop Péter könyvbemutatóján. Prokop Péter: Sziromszállingó. Jel Kiadó, Bp. 1997.). Távlatok 39 (1998. január) 165-167.
- Zarándokút a múltba. Tóth Sándor új könyvéről. Új Ember LVII/24 (2759) (2001.06.17) 11. (recenzió)
- Nagyszülők és unokák kora. Vigilia 66 (2001/12) 958. Archiválva 2020. október 1-i dátummal a Wayback Machine-ben (recenzió: Kiss Benedek-Mezey Katalin-Utassy József: Furcsa világ. Széphalom Könyvműhely. Budapest 2000; Lázár Ervin: Az aranyifjítószóló madár – Ámi Lajos meséi. Osiris, Budapest 2001.)
- Tónusok. (Székely Magda: Régi és új versek. Kilincs 2007, 1-2, 78).

## Filmkritikák
- Reich Károly és Donászy Magda képeskönyve: Arany ABC. Archiválva 2020. november 18-i dátummal a Wayback Machine-ben Élet és Irodalom 6/3 (1962) 6.
- A próbára tett közönség. Egy életmű gyújtópontja: Bergman rítusa. Vigilia XLI (1976/10) 694-704. Archiválva 2020. október 8-i dátummal a Wayback Machine-ben
- Az írástudó elkötelezettsége. Nemeskürty István filmesztétikája. Vigilia 43 (1978/2) 102-110. Archiválva 2020. november 19-i dátummal a Wayback Machine-ben
- Attenborough Gandhija. Vigilia 49/4 (1984. április) 294-297.
- Gondolatok a Honfoglalás filmről. Jel 1997/1.

## Műfordításai
Tarbay Ede teljes életpályája során végzett fordítói munkát, mely angol, német, francia, török, orosz, norvég, spanyol, horvát, szerb és lengyel műveket foglalt magába. Műfordítói ars poeticáját egy 2015-ös interjúban a következőképp summázta: "...Mint fordító, az a meggyőződésem, hogy verset fordítani nem lehet, csak átkölteni, mert valamelyik meghatározó részlet sérül. Két példa: amikor a Karácsonyi mondókát fordítottam, még nem tudtam, hogy minek mi volt a jelentése a születése, az egyházszakadás idején. Amikor megtudtam, hogy ez kulcsvers, megpróbáltam a kulcshoz igazítani a fordítást, de nem ment. Maradt az első változat. Ha viszont valami mégis úgy sikerült, mint Szabó Lőrincnek a 75. fordítása, ahhoz nem szabad hozzáérni, helyette valami mást kell találni, ami ugyanezt fejezi ki. Így lett a „testnek a kenyér”-ből „Tested testemnek égető hiány, / akár a szél megfáradt vitorlának.” Ezzel úgy hiszem, a műfordítói ars poeticámra is választ adtam."
Műfordítások, átdolgozások (nem teljes lista)
1958
- Karácsonyi mondóka. (Angol népköltés). Nagyvilág 1958/12.

1959
- Így beszélnek a virágok. (Angol gyerekdalok) Jelenkor 4 (1959) 39. (vers)
- Pityókásan. (Angol gyerekdalok) Jelenkor 4 (1959) 39. (vers)
- A hold lakója. (Angol gyerekdalok) Jelenkor 4 (1959) 39. (vers)
- Három kislegény. (Angol gyermekdalok) Jelenkor 4 (1959) 40. (vers)
- Ha vége a vacsorának. (Angol népköltés) Jelenkor 4 (1959)
- Hat garasról énekelj. (Angol népköltés) Jelenkor 4 (1959)
- Eugenio de Nora: Haza. In: Benyhe János (szerk.): Hispánia, Hispánia...XX. századi spanyol költők versei. Európa Könyvkiadó, Budapest 1959, 343.
- Eugenio de Nora: Ősz. In: Benyhe János (szerk.): Hispánia, Hispánia...XX. századi spanyol költők versei. Európa Könyvkiadó, Budapest 1959, 345.
- Bee, bee, bárány (angol népköltés). Jelenkor 1959/4.

1960
- Jasar Nábi Najir: Ősz. Mai török költők. Jelenkor 3/5 (1960) 67. (vers)
- Nedzsáti Duzsamli: Jóreggelt. Jelenkor 3/5 (1960) 67. (vers)
- Hamit Nadzsit Szelekler: Béke. Jelenkor 3/5 (1960) 68. (vers)
- Bedri Rahmi Ejuboglu: Jöjjön végre. Jelenkor 3/5 (1960) 68. (vers)
- Mehmet Ákif Erszog: A régi falu. Jelenkor 3/5 (1960) 69. (vers)
- Mehmet Ákif Erszog: Csanakkale vértanúiért. Jelenkor 3/5 (1960) 69. (vers)
- Mehmet Ákif Erszog: A szultáni villa. Jelenkor 3/5 (1960) 70. (vers)
- Faruk Nátiz Csamlibel: Élet. Jelenkor 3/5 (1960) 70. (vers)
- Halaskofák indulója. In: Ca ira. A Francia Forradalom dalai 1789-1795. Európa Könyvkiadó, Budapest 1960, 22.
- Hazafias kép. In: Ca ira. A Francia Forradalom dalai 1789-1795. Európa Könyvkiadó, Budapest 1960,34.
- Új dal. In: Ca ira. A Francia Forradalom dalai 1789-1795. Európa Könyvkiadó, Budapest 1960,66.
- A köztársaság. In: Ca ira. A Francia Forradalom dalai 1789-1795. Európa Könyvkiadó, Budapest 1960,106.
- Csak egy hajszál választja el a jót a rossztól. In: Ca ira. A Francia Forradalom dalai 1789-1795. Európa Könyvkiadó, Budapest 1960,134.
- Edmund Spenser: A boldog sziget (részlet a "Tündérkirálynő"-ből). In: Vajda Miklós-Kormos István-András T. László (szerk.) Angol költők antológiája. Móra Ferenc Könyvkiadó, Budapest 1960, 130.
- George Peele: Szerelem (részlet a "Cupidó vadászatá"-ból). In: Vajda Miklós-Kormos István-András T. László (szerk.) Angol költők antológiája. Móra Ferenc Könyvkiadó, Budapest 1960, 145.
- Dorothy Wellesley: Lenin (részlet). In: Vajda Miklós-Kormos István-András T. László (szerk.) Angol költők antológiája. Móra Ferenc Könyvkiadó, Budapest 1960, 608.
- Így beszélnek a virágok. In: Vajda Miklós-Kormos István-András T. László (szerk.) Angol költők antológiája. Móra Ferenc Könyvkiadó, Budapest 1960, 747.
- Három kislegény. In: Vajda Miklós-Kormos István-András T. László (szerk.) Angol költők antológiája. Móra Ferenc Könyvkiadó, Budapest 1960, 749.
- A hold lakója. In: Vajda Miklós-Kormos István-András T. László (szerk.) Angol költők antológiája. Móra Ferenc Könyvkiadó, Budapest 1960, 750.
- Pityókásan. In: Vajda Miklós-Kormos István-András T. László (szerk.) Angol költők antológiája. Móra Ferenc Könyvkiadó, Budapest 1960, 750.
- Karácsonyi mondóka. In: Vajda Miklós-Kormos István-András T. László (szerk.) Angol költők antológiája. Móra Ferenc Könyvkiadó, Budapest 1960, 754.
- William Butler Yeats: Az ember és a visszhang. In: Yeats. Versek. Európa Könyvkiadó, Budapest 1960, 226.
- William Butler Yeats: Nyugvásra inti kedvesét. In: Yeats. Versek. Európa Könyvkiadó, Budapest 1960, 75.
- Nedzsáti Dzsumali: Jó reggelt. Jelenkor 1960/5.
- Vlagyimir Majakovszkij: Megrázó tények. In: Héra Zoltán (szerk.): Majakovszkij Válogatott Versei. A világirodalom gyöngyszemei. Móra Ferenc Könyvkiadó, Budapest, 49.
- Vlagyimir Majakovszkij: Micsoda csoda! In: Héra Zoltán (szerk.): Majakovszkij Válogatott Versei. A világirodalom gyöngyszemei. Móra Ferenc Könyvkiadó, Budapest, 145.

1961
- Mehmet Ákif Erszoj: Függetlenségi induló. In: Hazai György-Árpád Imre (szerk.): Szenvedélyek tengere. A török költészet antológiája. Európa Könyvkiadó, Budapest 1961, 181
- Mehmet Ákif Erszoj: A régi falu. In: Hazai György-Árpád Imre (szerk.): Szenvedélyek tengere. A török költészet antológiája. Európa Könyvkiadó, Budapest 1961, 183.
- Faruk Náfiz Csamlibel: Csankaja. In: Hazai György-Árpád Imre (szerk.): Szenvedélyek tengere. A török költészet antológiája. Európa Könyvkiadó, Budapest 1961, 215.
- Faruk Náfiz Csamlibel: Az utas és a kocsis. In: Hazai György-Árpád Imre (szerk.): Szenvedélyek tengere. A török költészet antológiája. Európa Könyvkiadó, Budapest 1961, 216.
- Faruk Náfiz Csamlibel: Halál-angyal. In: Hazai György-Árpád Imre (szerk.): Szenvedélyek tengere. A török költészet antológiája. Európa Könyvkiadó, Budapest 1961, 216.
- Faruk Náfiz Csamlibel: Élet. In: Hazai György-Árpád Imre (szerk.): Szenvedélyek tengere. A török költészet antológiája. Európa Könyvkiadó, Budapest 1961, 217.
- Kemálettin Kámi Kámu: Az idő sodrában. In: Hazai György-Árpád Imre (szerk.): Szenvedélyek tengere. A török költészet antológiája. Európa Könyvkiadó, Budapest 1961, 225.
- Kemálettin Kámi Kámu: Egyedül. In: Hazai György-Árpád Imre (szerk.): Szenvedélyek tengere. A török költészet antológiája. Európa Könyvkiadó, Budapest 1961, 228.
- Kemálettin Kámi Kámu: Hiába... In: Hazai György-Árpád Imre (szerk.): Szenvedélyek tengere. A török költészet antológiája. Európa Könyvkiadó, Budapest 1961, 229.
- Kemálettin Kámi Kámu: Vége? In: Hazai György-Árpád Imre (szerk.): Szenvedélyek tengere. A török költészet antológiája. Európa Könyvkiadó, Budapest 1961, 229.
- Kemálettin Kámi Kámu: Távol a hazától. In: Hazai György-Árpád Imre (szerk.): Szenvedélyek tengere. A török költészet antológiája. Európa Könyvkiadó, Budapest 1961, 230.
- Ömer Bedrettin Usakli: A zuhatagokhoz. In: Hazai György-Árpád Imre (szerk.): Szenvedélyek tengere. A török költészet antológiája. Európa Könyvkiadó, Budapest 1961, 242.
- Ömer Bedrettin Usakli: Vágyakozás a tengerre. In: Hazai György-Árpád Imre (szerk.): Szenvedélyek tengere. A török költészet antológiája. Európa Könyvkiadó, Budapest 1961, 243.
- Ömer Bedrettin Usakli: Ki tudja? In: Hazai György-Árpád Imre (szerk.): Szenvedélyek tengere. A török költészet antológiája. Európa Könyvkiadó, Budapest 1961, 244.
- Ömer Bedrettin Usakli: A láthatár vágya. In: Hazai György-Árpád Imre (szerk.): Szenvedélyek tengere. A török költészet antológiája. Európa Könyvkiadó, Budapest 1961, 245.
- Ömer Bedrettin Usakli: Utolsó kívánság. In: Hazai György-Árpád Imre (szerk.): Szenvedélyek tengere. A török költészet antológiája. Európa Könyvkiadó, Budapest 1961, 246.
- Ömer Bedrettin Usakli: Midőn hazaindultam. In: Hazai György-Árpád Imre (szerk.): Szenvedélyek tengere. A török költészet antológiája. Európa Könyvkiadó, Budapest 1961, 246.
- Jasar Nábí Nájir: Tízes párvers. In: Hazai György-Árpád Imre (szerk.): Szenvedélyek tengere. A török költészet antológiája. Európa Könyvkiadó, Budapest 1961, 257.
- Jasar Nábí Nájir: Izzó reggelekre várok. In: Hazai György-Árpád Imre (szerk.): Szenvedélyek tengere. A török költészet antológiája. Európa Könyvkiadó, Budapest 1961, 258.
- Jasar Nábí Nájir: A messzeség. In: Hazai György-Árpád Imre (szerk.): Szenvedélyek tengere. A török költészet antológiája. Európa Könyvkiadó, Budapest 1961, 258.
- Jasar Nábí Nájir: Ősz. In: Hazai György-Árpád Imre (szerk.): Szenvedélyek tengere. A török költészet antológiája. Európa Könyvkiadó, Budapest 1961, 259.
- Hámit Nádzsit Szelekler: Béke. In: Hazai György-Árpád Imre (szerk.): Szenvedélyek tengere. A török költészet antológiája. Európa Könyvkiadó, Budapest 1961, 264.
- Bedrí Rahmí Ejuboglu: Jöjjön végre... In: Hazai György-Árpád Imre (szerk.): Szenvedélyek tengere. A török költészet antológiája. Európa Könyvkiadó, Budapest 1961, 269.
- Nedzsáti Dzsumali: Jó reggelt. In: Hazai György-Árpád Imre (szerk.): Szenvedélyek tengere. A török költészet antológiája. Európa Könyvkiadó, Budapest 1961, 285.
- Alekszej Konsztantyinovics Tolsztoj: Az ősz tarol. Jelenkor IV/3 (1961) 281. (vers)
- Alekszej Konsztantyinovics Tolsztoj: Virág a sztyeppe-fű között... Jelenkor IV/3 (1961) 281. (vers)
- Alekszej Konsztantyinovics Tolsztoj: A sárguló mezőkre... Jelenkor IV/3 (1961) 282. (vers)
- Alekszej Konsztantyinovics Tolsztoj: Zsendült csak épp... Jelenkor IV/3 (1961) 282. (vers)
- Joseph Langland: Brueghel: Vadászok a havon. Nagyvilág 1961/2.
- Joseph Langland: Háború. Nagyvilág 1961/2.
- Joseph Langland: Téli boróka. Nagyvilág 1961/2.
- Adam Mickiewicz: A vadász. In: Elbert János-Varsányi István (szerk.): Mickiewicz válogatott versei. Móra Ferenc Könyvkiadó, Budapest 1961, 55.
- Adam Mickiewicz: Lemondás. In: Elbert János-Varsányi István (szerk.): Mickiewicz válogatott versei. Móra Ferenc Könyvkiadó, Budapest 1961, 56.
- Adam Mickiewicz: Tekinteted s a hangod. In: Elbert János-Varsányi István (szerk.): Mickiewicz válogatott versei. Móra Ferenc Könyvkiadó, Budapest 1961, 57.
- Adam Mickiewicz: Boldog fogoly vagyok. In: Elbert János-Varsányi István (szerk.): Mickiewicz válogatott versei. Móra Ferenc Könyvkiadó, Budapest 1961, 58.

1962
- Karácsonyi mondóka (angol népköltés). In: T. Aszódi Éva: A fenyőfa meséje. Móra Ferenc Könyvkiadó, Budapest 1962, 3.
- Tiszta forrás. (Románcok) In: András László (szerk.) Spanyol költők antológiája. Móra Ferenc Kiadó, Budapest 1962, 144.
- Juan Boscán: Ha álmom édes... In: András László (szerk.) Spanyol költők antológiája. Móra Ferenc Kiadó, Budapest 1962, 163.
- Juan Boscán: A régi seb. In: András László (szerk.) Spanyol költők antológiája. Móra Ferenc Kiadó, Budapest 1962, 164.
- Pedro de Padilla: Kusza, zord ez a hegység. In: András László (szerk.) Spanyol költők antológiája. Móra Ferenc Kiadó, Budapest 1962, 239.
- Bartolomé Leonardo de Argensola: Szonett Lupercióhoz fivéréhez, aki a tenyeréből jósoltatott. In: András László (szerk.) Spanyol költők antológiája. Móra Ferenc Kiadó, Budapest 1962, 246.
- Francisco de Quevedo y Villegas: Lovag Tallér. In: András László (szerk.) Spanyol költők antológiája. Móra Ferenc Kiadó, Budapest 1962, 310.
- Francisco de Quevedo y Villegas: A szélre bízom... In: András László (szerk.) Spanyol költők antológiája. Móra Ferenc Kiadó, Budapest 1962, 313.
- José de Espronceda: Háború! In: András László (szerk.) Spanyol költők antológiája. Móra Ferenc Kiadó, Budapest 1962, 389.
- Aiszóposz: A Hold ruhája. Móra Ferenc Könyvkiadó 1962.

1963
- Šiško Menčetić: Költő vagyok. In: Kormos István (szerk.): Jugoszláv költők antológiája. Móra Ferenc Könyvkiadó, Budapest 1963, 129.
- Šiško Menčetić: Boldog vagyok. In: Kormos István (szerk.): Jugoszláv költők antológiája. Móra Ferenc Könyvkiadó, Budapest 1963, 130.
- Šiško Menčetić: Egy pillantásra. In: Kormos István (szerk.): Jugoszláv költők antológiája. Móra Ferenc Könyvkiadó, Budapest 1963, 130.
- Džore Držić: Búcsút mondok. In: Kormos István (szerk.): Jugoszláv költők antológiája. Móra Ferenc Könyvkiadó, Budapest 1963, 134.
- Džore Držić: Vadászaton. In: Kormos István (szerk.): Jugoszláv költők antológiája. Móra Ferenc Könyvkiadó, Budapest 1963, 136.
- Petar Zoranić: Sladoj és Dragoljub vetélkedése. In: Kormos István (szerk.): Jugoszláv költők antológiája. Móra Ferenc Könyvkiadó, Budapest 1963, 147.
- Marin Držić: Nincs szebb, én Istenem... In: Kormos István (szerk.): Jugoszláv költők antológiája. Móra Ferenc Könyvkiadó, Budapest 1963, 150.
- Horacije Mažibradić: Párbeszéd egy kék kendővel. In: Kormos István (szerk.): Jugoszláv költők antológiája. Móra Ferenc Könyvkiadó, Budapest 1963, 161.
- Ivan Bunić Vučić: Arcod kedves rózsabimbó. In: Kormos István (szerk.): Jugoszláv költők antológiája. Móra Ferenc Könyvkiadó, Budapest 1963, 173.
- Ivan Bunić Vučić: Éhség gyötör engem... In: Kormos István (szerk.): Jugoszláv költők antológiája. Móra Ferenc Könyvkiadó, Budapest 1963, 173.
- Ivan Bunić Vučić: Ó, fényes, kedves hajnalok. In: Kormos István (szerk.): Jugoszláv költők antológiája. Móra Ferenc Könyvkiadó, Budapest 1963, 174.
- Ivan Bunić Vučić: Hallod-e, lányka? In: Kormos István (szerk.): Jugoszláv költők antológiája. Móra Ferenc Könyvkiadó, Budapest 1963, 175.
- Ignjat Đurđević: A tavasz beköszöntére. In: Kormos István (szerk.): Jugoszláv költők antológiája. Móra Ferenc Könyvkiadó, Budapest 1963, 180.
- Zaharije Orfelin: A tavasz ébredése. In: Kormos István (szerk.): Jugoszláv költők antológiája. Móra Ferenc Könyvkiadó, Budapest 1963, 194.
- Antun Gustav Matoš: Notturno. In: Kormos István (szerk.): Jugoszláv költők antológiája. Móra Ferenc Könyvkiadó, Budapest 1963, 395.
- Gvido Tartalja: Apám. In: Kormos István (szerk.): Jugoszláv költők antológiája. Móra Ferenc Könyvkiadó, Budapest 1963, 503.
- Desmir Blagojevic: Nem lesz idő már arra sem. In: Kormos István (szerk.): Jugoszláv költők antológiája. Móra Ferenc Könyvkiadó, Budapest 1963, 508.
- Szamuil Marsak: Kisdiákok új világa. In: A kisdobos. Móra Ferenc Könyvkiadó, Budapest 1963.
- J. Akim: Hová tűnt a kiskanál? Kisdobos 1963.02.01, 12/2, 13. (gyermekvers)

1965
- Charles Algernon Swinburne: Az áldozat. In: Tenger és alkonyég között. Európa Könyvkiadó, 1965, 90.
- Charles Algernon Swinburne: Egy kisgyermek sírfelirata. In: Tenger és alkonyég között. Európa Könyvkiadó, 1965, 114.

1966
- Anne, Bradstreet: Midőn a házunk lángban állt (1666. június 10.). In: Vadja Miklós – Kormos István (szerk.): Észak-amerikai költők antológiája. A világirodalom gyöngyszemei. Kozmosz Könyvek, Budapest 1966, 21.
- Philip Freneau: Óda. In: Vadja Miklós – Kormos István (szerk.): Észak-amerikai költők antológiája. A világirodalom gyöngyszemei. Kozmosz Könyvek, Budapest 1966, 27.
- Julia Ward Howe: A Köztársaság harci himnusza. In: Vadja Miklós – Kormos István (szerk.): Észak-amerikai költők antológiája. A világirodalom gyöngyszemei. Kozmosz Könyvek, Budapest 1966, 134.
- Trumbull, Stickney: Hat óra. In: Vadja Miklós – Kormos István (szerk.): Észak-amerikai költők antológiája. A világirodalom gyöngyszemei. Kozmosz Könyvek, Budapest 1966, 181.
- Trumbull, Stickney: Mi az idő. In: Vadja Miklós – Kormos István (szerk.): Észak-amerikai költők antológiája. A világirodalom gyöngyszemei. Kozmosz Könyvek, Budapest 1966.
- Vachel, Lindsay: Mástól eredt az első eszme. In: Vadja Miklós – Kormos István (szerk.): Észak-amerikai költők antológiája. A világirodalom gyöngyszemei. Kozmosz Könyvek, Budapest 1966, 215.

1967
- Stephan, G. Stephanson: Őrölő. In: Kormos István – Bernáth István (szerk.): Skandináv költők antológiája. A világirodalom gyöngyszemei. Kozmosz Könyvek, Budapest 1967, 102. (vers)
- Vinje, Aasmund Olavsson: Den dag kjem aldri – Sose kél fel a nap. In: Kormos István – Bernáth István (szerk.): Skandináv költők antológiája. A világirodalom gyöngyszemei. Kozmosz Könyvek, Budapest 1967, 213. (vers)
- Johannes, Ewald: Románc. In: Kormos István – Bernáth István (szerk.): Skandináv költők antológiája. A világirodalom gyöngyszemei. Kozmosz Könyvek, Budapest 1967, 316. (vers)
- Edith, Södergran: Gyermekkorom fája. In: Kormos István – Bernáth István (szerk.): Skandináv költők antológiája. A világirodalom gyöngyszemei. Kozmosz Könyvek, Budapest 1967, 508 (vers)
- Karin Boyle: Kívánság. In: Kormos István – Bernáth István (szerk.): Skandináv költők antológiája. A világirodalom gyöngyszemei. Kozmosz Könyvek, Budapest 1967, 517. (vers)
- Bjørnson, Bjørnstjerne, Prinsessen – A kis királylány. In: Skandináv költők antológiája. Kozmosz Könyvek, Budapest 1967, 223. (vers)
- Inge Hagerup: Jeg er det dikt – Én megíratlan vers vagyok. In: Skandináv költők antológiája. Kozmosz Könyvek, Budapest 1967, 277 (vers)
- John Morgan: A Második Eljövetel. In: Karig Sára-Walter Lowenfels (szerk.): Hol van Vietnam? Az amerikai költők felelnek. Európa Könyvkiadó, Budapest 1967, 114.

1971
- Juan, Boscán, Ha az álom édes; Tiszta forrás (románc). In: András László (szerk.) Hesperidák kertje I-II. Európa Könyvkiadó, Budapest 1971, 138, 194.
- John szól Johnnak (Amerikai (USA) népköltés). Kincskereső 1971/7.
- Silabizáló. (Amerikai (USA) népköltés). Kincskereső 1971/7.
- Mi muzsikál. (Amerikai (USA) népköltés). Kincskereső 1971/7.

1974
- Jozef, Pavlovič: Guszti és Julkó – a két hangyalurkó. Mladé Léta/Móra Ferenc Könyvkiadó, Budapest 1974. (meseregény)

1975
- Jozef, Pavlovič: Bee Bárány. 1975. (meseregény)
- J. Telgársky: Hamm és pajtásai. (Mlade Leta, Bratislava) Móra Ferenc Könyvkiadó, Budapest 1975. (meseregény, átdolgozás)

1976
- Vitalij Bianki: Erdei híradó (Részletek – Dr. Fülöp Zsigmond fordítását átdolgozta Tarbay Ede). In: Kisdobosok Évkönyve 1977. Móra Ferenc Könyvkiadó, Budapest 1976, 10-46.
- Hannes Hüttner: Megállok a magam lábán. 1976. (meseregény)

1977
- Tarbay Ede – M. Lázár Magda (ford.): Hans Pfeiffer – Günter Kaltofen: Üdvözlet mindenkinek, Marx. Színmű Karl és Jenny Marx és Friedrich Engels levei alapján. Népművelési Propaganda Iroda, Budapest 1977. (könyv)
- Robert Bly: Honnan kell segítséget várni? Új Ember 1977.09.10.
- A király és a fiai. In: Dornbach Mária (szerk.): Gilitrütt, a tündérmanó. Móra Ferenc Könyvkiadó, Budapest 1978, 7.
- A tündér. In: Dornbach Mária (szerk.): Gilitrütt, a tündérmanó. Móra Ferenc Könyvkiadó, Budapest 1978, 44.
- Iliász. (újgörög népmese). Nők Lapja 1978. 23. szám.
- A bakfülű király (újgörög népmese). Nők Lapja 1977. 46. szám; In: Dornbach Mária (szerk.): Gilitrütt, a tündérmanó. Móra Ferenc Könyvkiadó, Budapest 1978, 73.

1978
- William Shakespeare: Tavasz. Nők Lapja 1978/10.
- William Shakespeare: Tél. Nők Lapja 1978/10.

1979
- E. T. A. Hoffmann: Diótörő. Móra Ferenc Könyvkiadó, Budapest 1979.
- Hannes Hüttner: Jó lenne, ha nyár és tél... In: Sulyok Magda-Árva Ilona-Kőfaragó Margit-Magyari Beck Anna-Granasztói Szilvia (szerk.): Ünnepsoroló. Móra Ferenc Könyvkiadó, Budapest 1979, 262.
- A kis boszorkány. (osztrák népköltés). Nők Lapja 1979.07.1.
- Christine Busta: Mit mesél a reggeli szél? Nők Lapja 1979.07.1.

1980
- Rózsa jő, rózsa mén... (észak-amerikai népköltés). In: Ágai Ágnes-T. Aszódi Éva (szerk.): Volt játékom aranyalma. Móra Ferenc Könyvkiadó, Budapest 1980, 9.
- A kis boszorkány. (osztrák népköltés). In: Ágai Ágnes-T. Aszódi Éva (szerk.): Volt játékom aranyalma. Móra Ferenc Könyvkiadó, Budapest 1980, 34-35.
- Hannes Hüttner: Amikor itt az ideje. In: Ágai Ágnes-T. Aszódi Éva (szerk.): Volt játékom aranyalma. Móra Ferenc Könyvkiadó, Budapest 1980, 85-86.
- Hannes Hüttner: Jó lenne, ha nyár és tél... In: Ágai Ágnes-T. Aszódi Éva (szerk.): Volt játékom aranyalma. Móra Ferenc Könyvkiadó, Budapest 1980, 97.
- Hannes Hüttner: Villám és vihar; ha összefog. In: Ágai Ágnes-T. Aszódi Éva (szerk.): Volt játékom aranyalma. Móra Ferenc Könyvkiadó, Budapest 1980, 102-103.
- Így beszélnek a virágok. (angol népköltés). In: Ágai Ágnes-T. Aszódi Éva (szerk.): Volt játékom aranyalma. Móra Ferenc Könyvkiadó, Budapest 1980, 101.
- Christine Busta: Mit mesél a reggeli szél? In: Ágai Ágnes-T. Aszódi Éva (szerk.): Volt játékom aranyalma. Móra Ferenc Könyvkiadó, Budapest 1980, 121-122.
- Karácsonyi mondóka. (angol népköltés). In: Ágai Ágnes-T. Aszódi Éva (szerk.): Volt játékom aranyalma. Móra Ferenc Könyvkiadó, Budapest 1980, 134-138.
- A Hold lakója. (angol népköltés). In: Ágai Ágnes-T. Aszódi Éva (szerk.): Volt játékom aranyalma. Móra Ferenc Könyvkiadó, Budapest 1980, 149.
- Florence Parry Bride: Barika Benjámin és Bojt Barnabás különös esete. In: Ágai Ágnes-T. Aszódi Éva (szerk.): Volt játékom aranyalma. Móra Ferenc Könyvkiadó, Budapest 1980, 165-168.
- Három kislegény. (angol népköltés). In: Ágai Ágnes-T. Aszódi Éva (szerk.): Volt játékom aranyalma. Móra Ferenc Könyvkiadó, Budapest 1980, 176.
- Hat garasról énekelj. In: Ágai Ágnes-T. Aszódi Éva (szerk.): Volt játékom aranyalma. Móra Ferenc Könyvkiadó, Budapest 1980, 181.

1981
- Ursula Wölfel: Történet a teknősről és a sünről. In: Magyari Beck Anna (szerk.): Állatok farsangja. Móra Ferenc Könyvkiadó, Budapest 1981, 241.
- Tatjana Aleszejevna Mavrina: A sövény. In: Magyari Beck Anna (szerk.): Állatok farsangja. Móra Ferenc Könyvkiadó, Budapest 1981, 420.
- Bodo Schulenburg: Holdkiflicske. In: Kockaházikó. Mlade letá, Bratislava 1981.

1982
- Christine Busta: Pompás ruháit Földünk honnan kapja? Új Ember 1982.05.23; In: Ágai Ágnes – Tarbay Ede (szerk.): Roskad a kormos hó... Móra Ferenc Könyvkiadó, Budapest 1983, 189.

1985
- E. T. A. Hoffmann: Diótörő (Részlet). (Sárközy György fordítása nyomán Tarbay Ede átdolgozása). In: Feleki Ingrid (szerk.): Ámuel-Bámuel Sámuel. Német versek és mesék gyerekeknek. Móra Ferenc Könyvkiadó, Budapest 1985, 94.
- Heinrich Hoffmann von Fallersleben: Esőben. In: Feleki Ingrid (szerk.): Ámuel-Bámuel Sámuel. Német versek és mesék gyerekeknek. Móra Ferenc Könyvkiadó, Budapest 1985, 160.
- Wilhelm Busch: A félnótás Jankó. In: Feleki Ingrid (szerk.): Ámuel-Bámuel Sámuel. Német versek és mesék gyerekeknek. Móra Ferenc Könyvkiadó, Budapest 1985, 216.
- Friedrich Wolf: Cilia, a méh, és a kicsi Ferke. In: Feleki Ingrid (szerk.): Ámuel-Bámuel Sámuel. Német versek és mesék gyerekeknek. Móra Ferenc Könyvkiadó, Budapest 1985, 231.
- Hans Fallada: Egy bolondos nap története. In: Teleki Igrid (szerk.): Ámuel-Bámuel-Sámuel. Móra Ferenc Könyvkiadó, Budapest 1985, 246.

1987
- Algernon Charles, Swinburne: Az áldozat. In: Algernon Charles Swinburne és Oscar Wilde versei. Európa Könyvkiadó, Budapest 1987, 115.
- Algernon Charles, Swinburne: Egy kisgyermek sírfelirata. In: Algernon Charles Swinburne és Oscar Wilde versei. Európa Könyvkiadó, Budapest 1987, 135.
- Leonardo da Vinci: A beretva. Tarbay Ede (szerk.): Bodza-anyóka. Móra Ferenc Könyvkiadó, Budapest 1987, 77.
- Leonardo da Vinci: A kő és a kovakő. Tarbay Ede (szerk.): Bodza-anyóka. Móra Ferenc Könyvkiadó, Budapest 1987, 23.
- Leonardo da Vinci: A papír és a tinta. Tarbay Ede (szerk.): Bodza-anyóka. Móra Ferenc Könyvkiadó, Budapest 1987, 245.

1993
- Linda Jennings: My Christmas Book of Stories and Carols – Kedvenc karácsonyi könyvek. Mesék és énekek. Officina Nova, Budapest 1993. (fordítók: Mezey Katalin, Oláh János, Varga Domonkos, Tarbay Ede).
- Božena Trilecová: A gyémántbogár. Új Tükör 1993.IX.18.
- Božena Trilecová: A legény álma. Dörmögő Dömötör 1985. 10. szám.
- Božena Trilecová: Alexandra a vizitündér és Mitua Ejha a kígyóbűvölő. Új Tükör 1983.05.15.

1994
- Ha vége a vacsorának. In: T. Aszódi Éva (szerk.) Bóbita álmos. Móra Ferenc Könyvkiadó, Budapest 1994, 6. (angol népköltés).

1995
- Thomas Merton: Vers: 1939. In: Thomas Merton: Sirató a büszke világért. Válogatott Versek. Szent István Társulat, Budapest 1995, 15.
- Thomas Merton: Az éj leszállta. In: Thomas Merton: Sirató a büszke világért. Válogatott Versek. Szent István Társulat, Budapest 1995, 34.
- Thomas Merton: Költemény. In: Thomas Merton: Sirató a büszke világért. Válogatott Versek. Szent István Társulat, Budapest 1995, 48.
- Thomas Merton: Federico Garcia Lorca spanyol költő emlékére. In: Thomas Merton: Sirató a büszke világért. Válogatott Versek. Szent István Társulat, Budapest 1995, 54.
- Thomas Merton: A dal: szemlélődés. In: Thomas Merton: Sirató a büszke világért. Válogatott Versek. Szent István Társulat, Budapest 1995, 70.
- Thomas Merton: A föld tavaszának misztériuma. In: Thomas Merton: Sirató a büszke világért. Válogatott Versek. Szent István Társulat, Budapest 1995, 74.
- Thomas Merton: Kétféle imádság. In: Thomas Merton: Sirató a büszke világért. Válogatott Versek. Szent István Társulat, Budapest 1995, 64.
- Thomas Merton: Sirató a büszke világért. In: Thomas Merton: Sirató a büszke világért. Válogatott Versek. Szent István Társulat, Budapest 1995, 56.
- Thomas Merton: Megbánás. In: Thomas Merton: Sirató a büszke világért. Válogatott Versek. Szent István Társulat, Budapest 1995, 85.
- Thomas Merton: A szabadság megtapasztalása. In: Thomas Merton: Sirató a büszke világért. Válogatott Versek. Szent István Társulat, Budapest 1995, 94.
- Thomas Merton: Szent Malakiás. In: Thomas Merton: Sirató a büszke világért. Válogatott Versek. Szent István Társulat, Budapest 1995, 102.
- Thomas Merton: Esőben, napsütésben. In: Thomas Merton: Sirató a büszke világért. Válogatott Versek. Szent István Társulat, Budapest 1995, 110.
- Thomas Merton: Baroque Gravure. In: Thomas Merton: Sirató a büszke világért. Válogatott Versek. Szent István Társulat, Budapest 1995, 126.

1997
- August Kopisch: Hókuszpókusz. Aranyág 1997/2.

2017
- Twelve Days of Christmas – Karácsonyi Mondóka. Holnap Kiadó, Budapest 2017. (leporelló)

## Megzenésített versek
- Tarbay Ede: Dagadj Dunna. Kaláka Együttes: Az én szívemben boldogok a tárgyak. Móra – Kaláka Zenés Könyv 1988, 1993.
- Tarbay Ede: Miért örül a Hörcsög. Dolák-Saly Róbert: Nem ér a nevem, káposzta a fejem. 1988.
- Tarbay Ede: Dagadj Dunna. Kaláka Együttes: Hol a nadrágom? Válogatása a Kalálka gyermekdalaiból. 1995.
- Tarbay Ede: Felhő táncol. (Halász Judit)
- Tarbay Ede: Hiú törpe. (Halász Judit)
- Tarbay Ede: A madáríjesztő. Halász Judit: Amikor én még kislány voltam. 2000.
- Tarbay Ede: De jó lenne. Halász Judit: Amikor én még kislány voltam. 2000.
- Tarbay Ede: Cipósütő mondóka. Alma Együttes: Téli alma – nyári alma. 2008.
- Tarbay Ede: Macskazene. (Szélkiáltó Együttes)
- Tarbay Ede: Szállingó. Három Leánykari Álom.

## Díjai, kitüntetései
- Szép Magyar Könyv verseny díja (1985)
- Andersen-diploma (1986)
- Év Gyermekkönyve díj (1986)
- MSZOSZ Művészeti-Kulturális-díj (1990)[23]
- A Magyar Köztársasági Érdemrend kiskeresztje (1992)
- Az EURÓPA 1968 pályázat díja (1993)
- József Attila-díj (1993)
- Zsámbéki Kat. tanérképző Főiskola Pro Meritis Publicius emlékérme (1996)
- Az Év Gyermekkönyve '99. Adományozta az iBbY – International Board on Books for Young People, A Gyermekkönyvek Nemzetközi Tanácsának Magyarországi Egyesülete az Árnyék és kóc, gyermekverskötetért (2000. április 22.)
- Év Könyve díj. Adományozta a Magyar Írószövetség Arany János Alapítványa az Artisjussal egyetértésben az Árnyék és kóc, gyermekverskötetért (2000. május 3.)
- Stephanus-díj (2001)
- Salvatore Quasimodo költőverseny a zsűri elismerő oklevele (2006)
- Magyar Írószövetség "Kard és kereszt" pályázat különdíja (2006)
- Év Gyermekkönyve 2015 életmű díja (2016)
- Budapest Főváros XVI. Kerületért díj (2017)